# Atlas des géographes d'Orbæ
Vous lisez un « bon article » labellisé en 2020.
L'Atlas des géographes d'Orbæ est une série d'albums illustrés écrite et dessinée par François Place et publiée en trois tomes entre 1996 et 2000.
Se présentant comme un atlas géographique rédigé par les géographes de l'île disparue d'Orbæ, l'œuvre est composée de vingt-six chapitres correspondant aux lettres de l'alphabet latin, chacune donnant sa forme et la première lettre de son nom à un pays imaginaire inspiré d'une époque ou d'un lieu réels. Le lecteur parcourt ainsi vingt-six territoires traités par le biais d'une carte introductive, d'un récit accompagné d'illustrations, et d'une double-page finale de croquis légendés.
Véritable univers condensé réinterprétant l'histoire et la géographie du monde sous la forme d'un tout cohérent et entrelacé, l'Atlas mêle une promotion du voyage, de la découverte et de l'échange entre sociétés à une magnification de la puissance de l'imagination et une réflexion sur ses mécanismes, à la lumière de multiples influences littéraires et d'abondantes références cartographiques, géographiques, historiques et culturelles.
Favorablement accueillie par la critique francophone et internationale, l'œuvre contribue à révéler Place en tant qu'écrivain de talent et reçoit de nombreux prix littéraires, dont le prix Amerigo-Vespucci jeunesse en 1997, le prix de la foire du livre de jeunesse de Bologne en 1998 et un prix spécial Sorcières en 2001. Elle donne lieu à plusieurs œuvres dérivées, dont une suite publiée en 2011, Le Secret d'Orbæ.

## Présentation

### Structure générale
L'Atlas des géographes d'Orbæ est originellement publié sous la forme de trois albums reliés au format à l'italienne : Du Pays des Amazones aux Îles Indigo (1996), Du Pays de Jade à l'Île Quinookta (1998) et De la Rivière Rouge au Pays des Zizotls (2000). Il se présente dans son exergue comme un atlas compilé par les géographes de l'île disparue d'Orbæ :

« Les géographes de la grande île d’Orbæ prétendaient que l’art de la cartographie pouvait à lui seul embrasser la totalité des sciences de la nature. Ils s’attachaient à la description des phénomènes les plus vastes comme à celle des plus infimes. L’un d’eux mit toute une vie à dresser les cinq cent huit cartes du monde souterrain des fourmis de son jardin, un autre mourut avant d’achever le grand atlas des nuages, qui comprenait aussi bien leurs formes et leurs couleurs que leurs différentes façons d’apparaître et de voyager. D’autres encore s’attachèrent à dresser la carte des contes et des histoires ; ils partirent aux quatre coins du monde pour en faire la moisson.
Aujourd’hui, Orbæ a disparu ; ne reste de l’œuvre entreprise par ses géographes que cet Atlas. »

L'ouvrage est divisé en vingt-six parties, chacune étant consacrée à un pays imaginaire associé par son nom et sa forme à une lettre de l'alphabet latin : la première partie est consacrée au « pays des Amazones » (lettre A), la suivante au « pays de Baïlabaïkal » (lettre B), la troisième au « golfe de Candaâ » (lettre C), et ainsi de suite jusqu'au « pays des Zizotls » (lettre Z). Chaque partie est structurée de la même manière : une page-titre, comportant une carte-lettrine, le nom du pays traité et une courte accroche, précède un récit se déroulant dans ce pays, accompagné d'illustrations — et notamment une grande illustration panoramique en incipit. En fin de chapitre, une double-page de croquis légendés complète le récit et offre des informations supplémentaires sur le territoire et les peuples évoqués,. Au début de chaque tome, le sommaire général reprend les cartes-lettrines de l'ensemble des pays avec leur nom et l'annonce des principaux éléments narratifs de leur récit associé (aspects marquants du pays visité, nom des personnages).

### Résumés détaillés

#### Tome 1
Le premier tome couvre les lettres A à I.

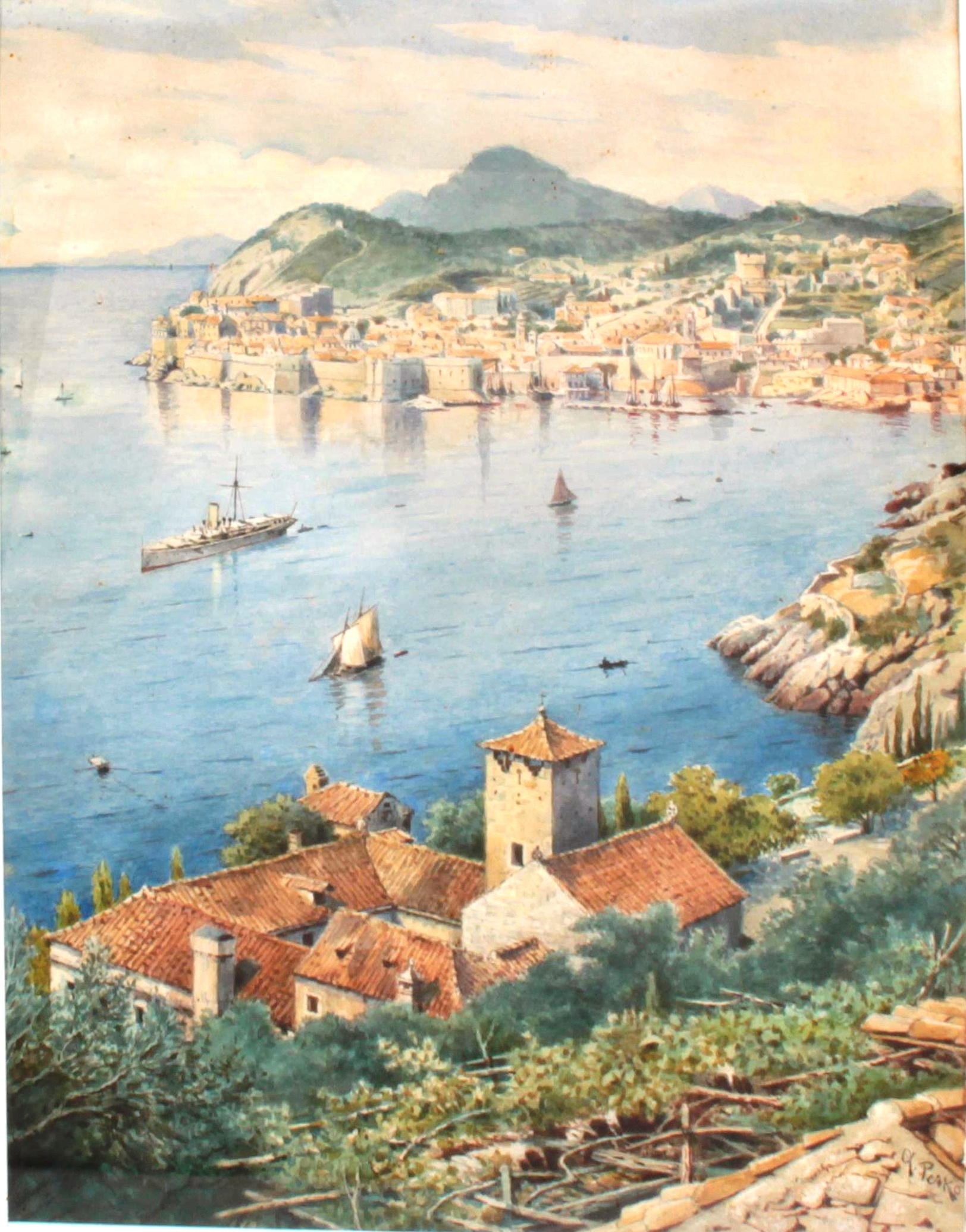
Vue de Dubrovnik vers 1900.

Dans Le Pays des Amazones, le luthiste Euphonos, de grand talent mais muet, séjourne dans une ville limitrophe du pays des Amazones, un peuple de femmes farouches dont le chant régénère la nature et amène le printemps. À la foire annuelle où elles investissent la ville pour troquer leurs fourrures, Euphonos leur joue du luth : elles mêlent leur chant à sa musique, ce qui a pour effet de guérir le luthiste du mal-être qu'il éprouvait jusqu'alors vis-à-vis de son mutisme. Au Pays de Baïlabaïkal, qui s'étend autour d'un lac d'eau claire et d'un lac d'eau saumâtre, le vieux chaman Trois-Cœurs-de-Pierre, auquel est attribué un pouvoir mystique en raison de ses yeux vairons, est confronté à l'arrivée d'un missionnaire cherchant à évangéliser son peuple. Comme lui aussi a les yeux vairons, Trois-Cœurs-de-Pierre l'invite, s'il veut délivrer son enseignement, à lui succéder en endossant son manteau de chaman, habité par des esprits mal appariés qui infligent de terribles souffrances à son porteur. Dans Le Golfe de Candaâ, la jeune Ziyara accompagne son père dans la riche cité portuaire de Candaâ pour y convoyer de la farine et du miel destiné à la fabrication du Pain des Vieillards : cet immense pain d'épices, préparé avec des produits de l'arrière-pays de Candaâ et des épices rapportées par la prestigieuse flotte marchande de la cité, est distribué chaque année à la population. Au moment de le déguster, Ziyara découvre dans son morceau de pain un petit dauphin d'ivoire qui s'anime au contact de l'eau : les Sages de la Cité lui expliquent que selon un antique parchemin, la personne détenant ce dauphin est destinée à devenir le plus grand amiral de la cité de Candaâ.

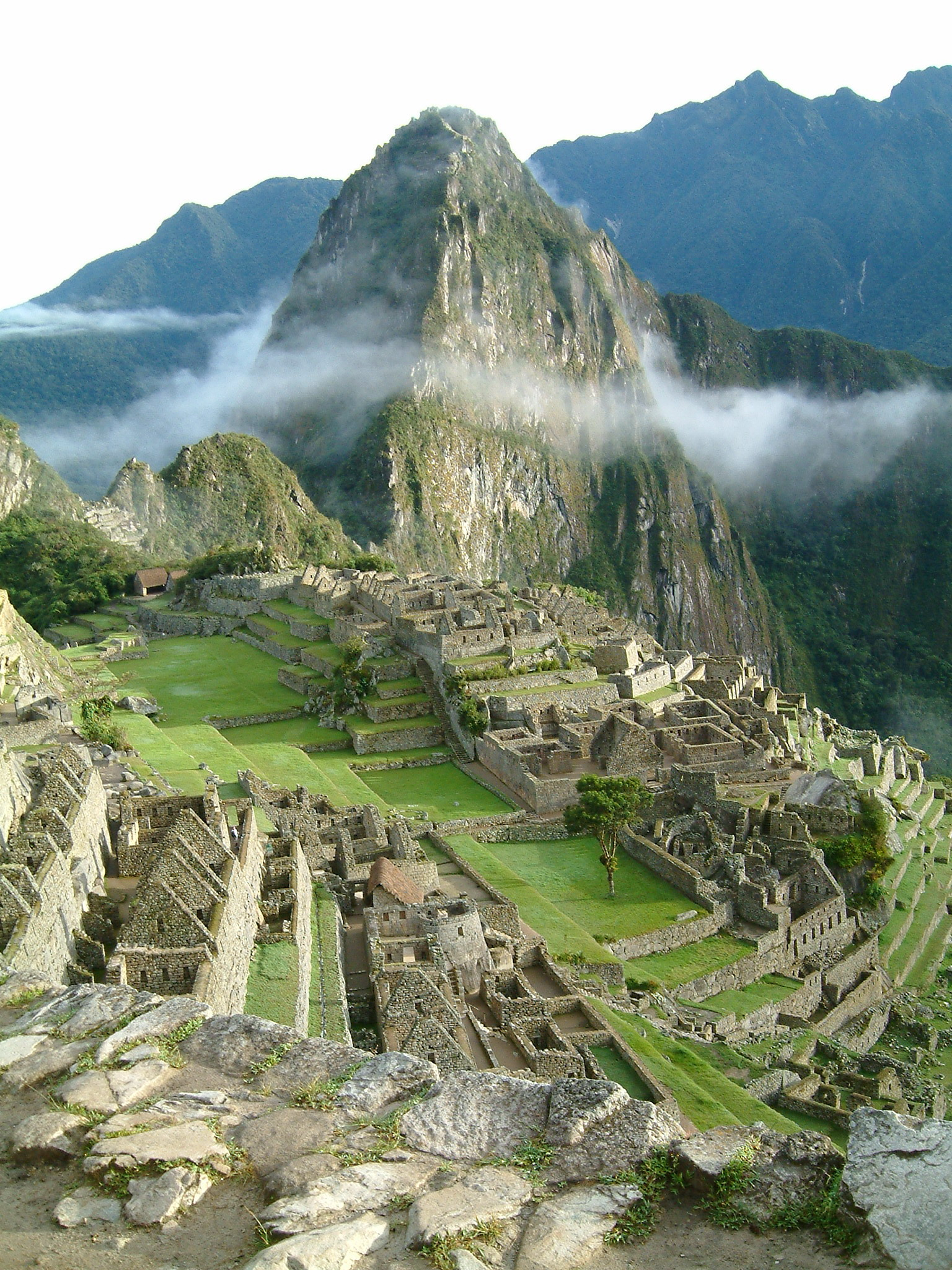
Vue du Machu Picchu.

Dans Le Désert des Tambours, les khans nomades régentant cette étendue de sables mouvants se rendent chaque année dans les montagnes au centre du désert, où des tambours se font entendre, pour y sacrifier neuf de leurs jeunes guerriers afin que les dieux fassent tomber la pluie. Pour sauver sa fille, enlevée pour être mariée à l'un des sacrifiés puis immolée avec lui, le vétéran Tolkalk, visité en rêve par les dieux, ajoute neuf statues de guerriers modelées de ses mains à la grande armée de terre cuite enfermée dans une crypte sous les montagnes, ce qui met un terme à la coutume des sacrifices. Dans La Montagne d'Esmeralda, le guerrier Itilalmatulac de l'Empire des Cinq Cités, un État précolombien aux allures andines, mène une expédition pour découvrir les étranges « guerriers à barbe rouge » vus en rêve par les Sages des Cinq Cités. Les rencontrant sous les traits de conquistadors épuisés retranchés dans une forteresse au sommet de la montagne d'Esmeralda, il consomme de l'« herbe aux voyages » pour pénétrer leurs rêves et apercevoir leur monde d'origine, avant de les endormir par des chants sacrés et de les confier au fleuve voisin sur un radeau. Au Pays des Frissons, l'Inuit Nangajiik raconte l'histoire de son père, sauvé de la mort lors d'une chasse à l'ours par un chien surgi de nulle part. Alors que la tribu se prépare à passer la nuit polaire dans une caverne creusée au cœur d'un iceberg, elle accepte d'accueillir en son sein une jeune étrangère accompagnée d'un bébé, qui se comme l'épouse du chien. Elle introduit dans son groupe d'adoption une tendresse jusqu'alors inconnue, avant de repartir au retour du soleil avec son bébé et le chien ; ils laissent derrière eux les traces d'une jeune femme, d'un enfant et d'un homme.

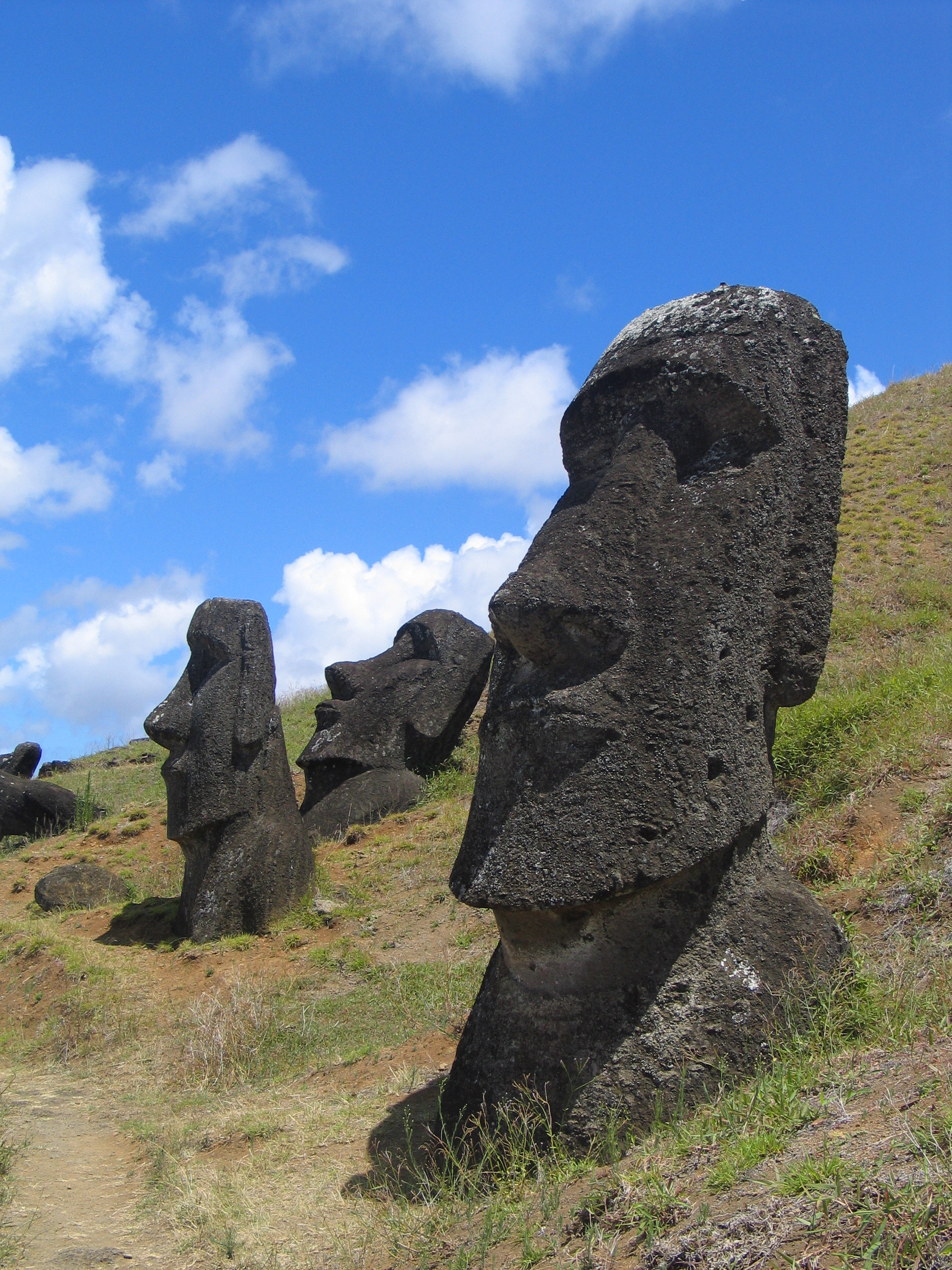
Des moai de la carrière Rano Raraku sur l'île de Pâques.

L'Île des Géants met en scène le jeune orphelin John Macselkirk, laird d'un modeste domaine rural d'Écosse, sur lequel il veille seul depuis le récent décès de son grand-père. Il découvre sur ses terres un souterrain menant à une île peuplée de statues de géants, dont la poitrine contient un galet d'ambre doré aux reflets fascinants. De retour chez lui après plusieurs explorations de l'île, il découvre une pierre similaire près de la tombe de son grand-père. Au Pays des Houngalïls, domaine des seigneurs-brigands des monts Houngürs, le médecin Albinius est chargé par l'un d'eux, le seigneur Sordoghaï, de lui gagner le cœur de la hautaine princesse Tahuana du pays des Troglodytes, qu'il a enlevée pour l'épouser. À force de temps et de discussions avec les deux personnages, Albinius conduit Sordoghaï à libérer Tahuana, mais cette dernière, transformée par son séjour, revient quelques années plus tard pour « enlever » à son tour le seigneur et l'épouser. Enfin, Les Îles Indigo narre l'histoire de Cornélius van Hoog, « marchand des basses terres » venant d'acquérir une mystérieuse « toile à nuage ». Par un soir de pluie, il s'abrite dans l'auberge d'Anatole Brazadîm, anciennement cosmographe de la grande île d'Orbæ : celui-ci lui relate l'expédition qu'il a jadis menée aux îles Indigo, perdues dans un océan d'herbes au centre d'Orbæ, pour essayer sans succès de parvenir, à l'aide d'une machine volante de sa fabrication, jusqu'à l'« île Sacrée », volcan éteint de couleur bleue réputé inatteignable. Fasciné par son récit, Cornélius revient quelque temps plus tard, mais Brazadîm est parti en lui léguant un mémoire sur les îles Indigo, qui mentionne sa fameuse toile à nuage : ceci le conduira plus tard à partir à son tour à leur recherche.

#### Tome 2

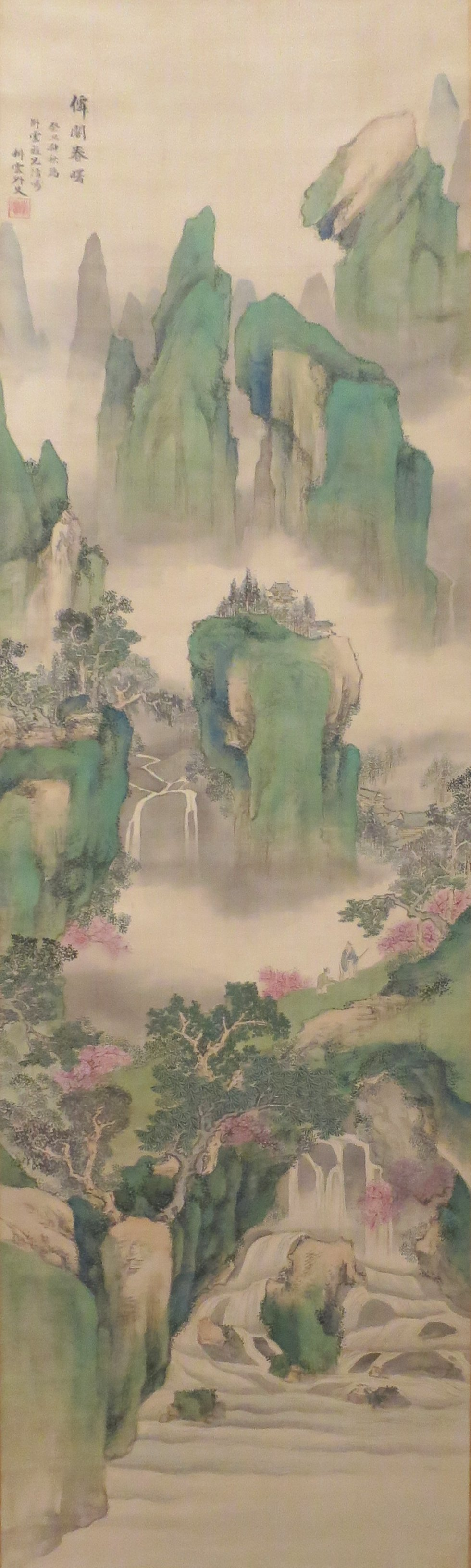
Haruki Nanmei, Pavillon de l'Immortel dans l'aube printanière, 1835.

Le deuxième tome couvre les lettres J à Q. Au Pays de Jade, l'élève astrologue Han Tao est chargé par l'Empereur de découvrir pourquoi ses deux maîtres n'ont pas su prédire les averses qui ont perturbé son séjour impérial dans les monts de Jade. S'intéressant aux « oiseaux-soleils » qu'utilisent les astrologues pour désigner les vallées les plus ensoleillées, il démontre au terme d'une petite enquête que le problème vient de la baisse de qualité du miel utilisé pour préparer les gâteaux servant à leur dressage, qui les fait divaguer et les rend inaptes à leur fonction. Au Pays de Korakâr, territoire de type sahélien dont la culture est marquée par l'importance accordée au cheval, l'enfant aveugle Kadelik, passionné de chevaux et de tambour, se rend en compagnie de sa grand-mère à la grande fête des dix mille juments blanches. La fatigue de sa grand-mère rend leur voyage pénible et long, malgré l'assistance d'un luthiste muet rencontré en chemin, mais Kadelik finit tout de même par atteindre la fête et y fait danser les chevaux au son de son tambour. Dans Le Pays des Lotus, Zénon d'Ambroisie, capitaine d'un vaisseau de la flotte de Candaâ détourné par une tempête, jette l'ancre à Lang Luane, porte d'entrée du vaste pays des Lotus gouverné par le Roi des Eaux. Laissant son bateau sous le commandement de son second, une jeune femme du nom de Ziyara, il part à la découverte des merveilles de ce pays de lacs, de marais et de cours d'eau où il finit par s'installer.
Dans Les Montagnes de la Mandragore, l'ingénieur cartographe Nîrdan Pacha est chargé de mener une expédition de cartographie dans cette province montagneuse hostile et reculée des confins de l'« Empire », gouverné par le sultan Khâdelim le Juste. Sa rencontre avec un sorcier local le conduit toutefois à y demeurer définitivement pour s'initier à ses secrets et devenir sorcier à son tour. Le conte Les Deux Royaumes de Nilandâr narre la guerre fratricide des frères Nalibar et Nadjan, les deux fils du roi de ce pays aux allures indiennes. Jaloux du bonheur de son frère, Nalibar guerroie contre lui, pille son territoire et précipite sa mort, avant de subir des années plus tard la revanche de Nandjadîn, le fils de Nadjan, et de périr à son tour. Le récit suivant, L'Île d'Orbæ, relate l'histoire d'Ortélius, un cosmographe renommé tombé en disgrâce après avoir organisé une expédition vers les terres intérieures de cette immense île sans l'accord de la puissante caste des Cosmographes, avec pour seul résultat la découverte de terres noires et stériles et la capture d'un oiseau contrefait et criard. À son procès pour « hérésie géographique », il révèle qu'avant son expédition, il a versé de sa main une tache d'encre sur la Carte-Mère, la monumentale carte des terres intérieures précieusement conservée dans une salle spéciale, et a invité l'Enfant-Palimpseste, un enfant dont la bonne vue aide à l'interprétation de la carte, à tracer un dessin d'oiseau à côté de la tache… ce qui a permis à Ortélius, une fois sur le terrain, de découvrir effectivement les terres noires et l'oiseau ainsi figurés sur le document.
Dans Le Désert des Pierreux, Kosmas, ambassadeur de l'Empire, est envoyé parmi les Pierreux, un peuple étrange réputé pour sa lenteur, se déplaçant à dos de tortues géantes dans leur vaste désert rocheux : à leur demande, le lettré Lithandre, qui partage leur vie depuis des décennies, a consigné leur histoire sous forme de milliers de parchemins qu'ils veulent faire déposer dans la Grande Bibliothèque de l'Empire. Kosmas accepte d'accompagner le long voyage de cette bibliothèque, mais les Pierreux sont vus d'un mauvais œil dans les villages de l'Empire qu'ils traversent et les parchemins sont incendiés une nuit, ne laissant que les urnes en pierre qui les contenaient, vitrifiées par l'incendie. Toutefois, les Pierreux semblent préférer cette nouvelle forme de leurs livres et regagnent tranquillement leur désert en compagnie de Kosmas, qui a décidé de s'installer définitivement parmi eux. Enfin, L'Île Quinookta suit les démêlés de l'équipage de l'Albatros, un navire baleinier commandé par le cruel capitaine Bradbock, avec les cannibales d'une mystérieuse île volcanique. Tous sont tués et dévorés, à l'exception du capitaine, reconnu par les indigènes comme le Quinookta, « Celui-qui-apporte-à-manger », et gardé à ce titre pour être sacrifié dans la bouche du volcan.

#### Tome 3

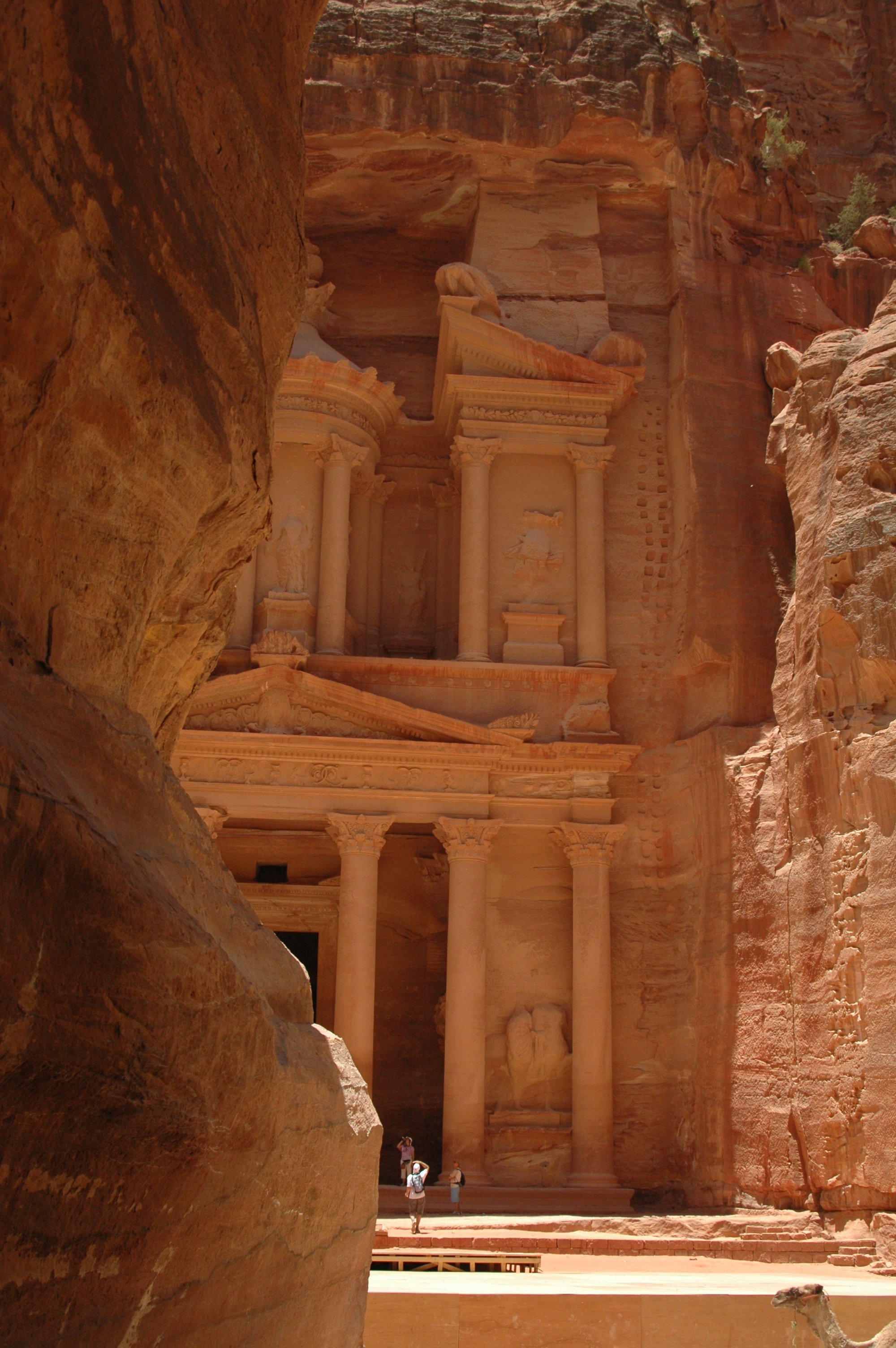
Façade du tombeau de la Khazneh creusé dans la roche à Pétra (Jordanie).

Le troisième et dernier tome couvre les lettres R à Z. Au Pays de la Rivière Rouge, l'ancien marchand d'esclaves Joao visite le royaume subsaharien du Roi des Rois, guidé par son ministre de la Parole Abohey-Bâ. Quoique fasciné par ce pays, dont le souverain possède le secret du discours aux animaux et dont le ministre de la Parole conserve le Vénérable, un livre monumental venu du fond des âges, il finit par vouloir rentrer chez lui, ce qui lui fait perdre tout souvenir de son séjour et le réduit à l'état de mendiant à moitié fou bredouillant des paroles incohérentes. Sur L'Île de Selva, entièrement constituée d'un unique et immense « arbre-forêt » sur lequel prospère tout un écosystème, une douzaine de jeunes gens se livrent à une épreuve initiatique consistant à combattre un tigre-volant de Selva (équivalent félin d'un écureuil volant), épreuve qu'ils surmontent au prix de la mort de l'un d'entre eux. Au Pays des Troglodytes, le photographe Hippolyte de Fontaride se fait transporter avec son matériel à dos de porteurs locaux dans les paysages escarpés où prospérait autrefois une riche civilisation vivant dans des cités creusées dans la roche et vénérant la lune. Décidant de restaurer d'anciennes fresques murales figurant des démons protecteurs pour les immortaliser, il est déçu par le résultat de ses prises photographiques qui ne montrent qu'un brouillard flou. Seuls ses porteurs, à la lumière de la lune, peuvent y distinguer les silhouettes des fantômes de leurs ancêtres.

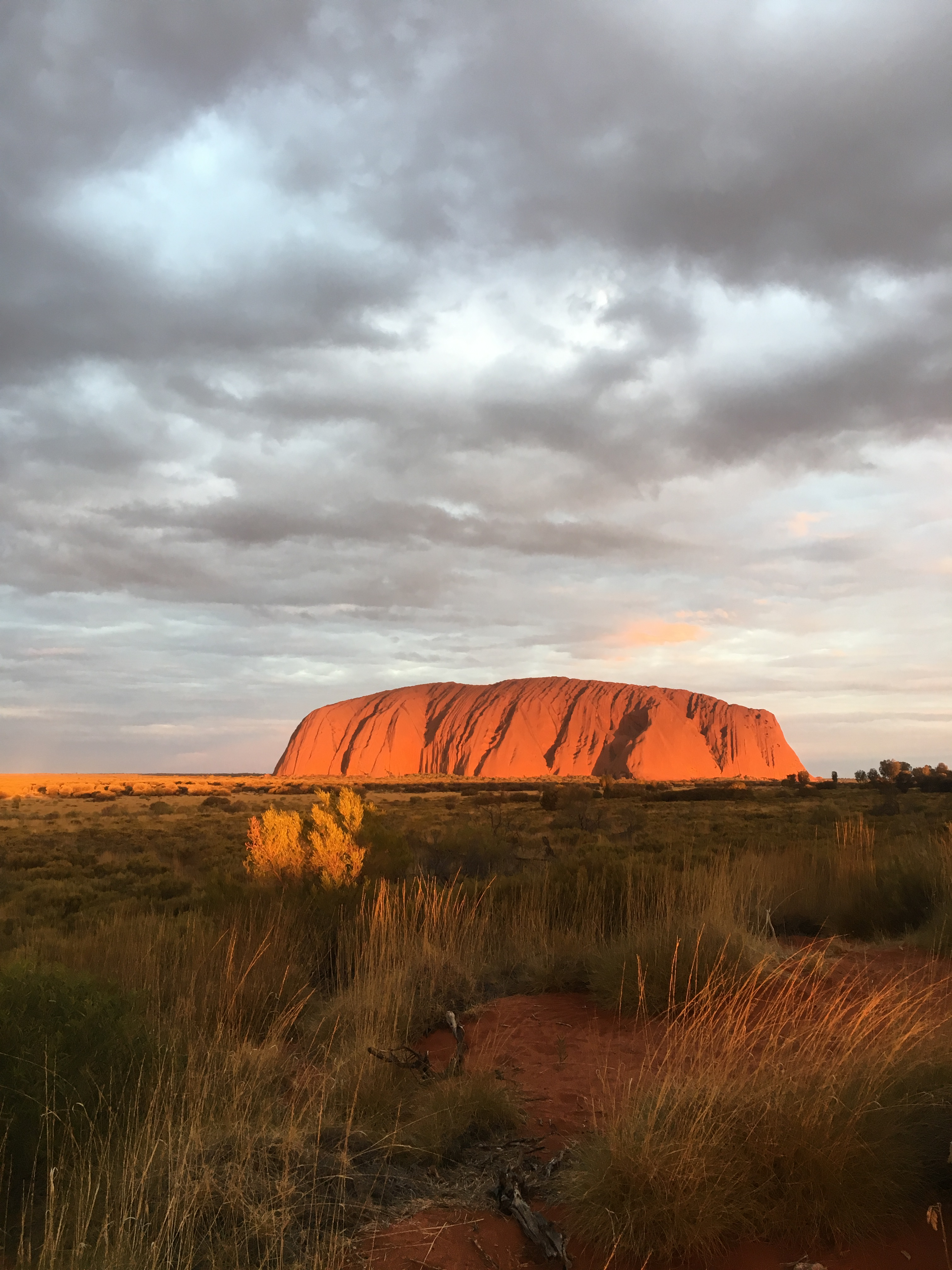
Rocher d'Uluru, isolé au milieu de loutback australien.

Le Désert d'Ultima met en scène une course de gigantesques véhicules à vapeur menée par les puissances du Vieux Continent pour la conquête d'un vaste territoire récemment découvert : le premier vaisseau à atteindre le rocher d'Ultima, perdu au milieu d'un grand désert central, offrira à sa nation la domination du reste de ces terres jusqu'ici uniquement peuplées de quelques « primitifs » aux airs aborigènes. Ces machines à la pointe de la modernité n'en sont pas moins détruites les unes après les autres par une tempête déchaînée par un sorcier indigène. Dans La Cité du Vertige, immense amoncellement de constructions érigées les unes sur les autres, le « maçon-volant » Izkadâr, qui contribue avec ses compagnons à l'entretien des bâtiments de la cité, est entraîné par le condamné Kholvino au cœur d'une secte menée par le mage Buzodîn, qui prétend que la comète apparue depuis quelques nuits au-dessus de la cité est le présage de sa prochaine destruction. Buzodîn entend précipiter les événements en descendant dans les soubassements de la ville pour y trouver la légendaire Pierre Baliverne, dont le retrait provoquerait l'effondrement de la cité. Malgré les efforts d'Izkadâr et de Kholvino pour l'en empêcher, il parvient à mettre son plan à exécution, mais ne réussit à provoquer qu'un petit éboulement localisé au cours duquel il trouve la mort. Le Fleuve Wallawa suit l'évolution d'une cité bâtie sur ce fleuve qui s'écoule dans un sens le jour et dans un autre la nuit. La construction par le talentueux maître Jacob d'une grande horloge au centre de la ville rend peu à peu ses habitants pressés et soucieux, et brise l'harmonie qu'ils entretenaient avec les cycles du fleuve.

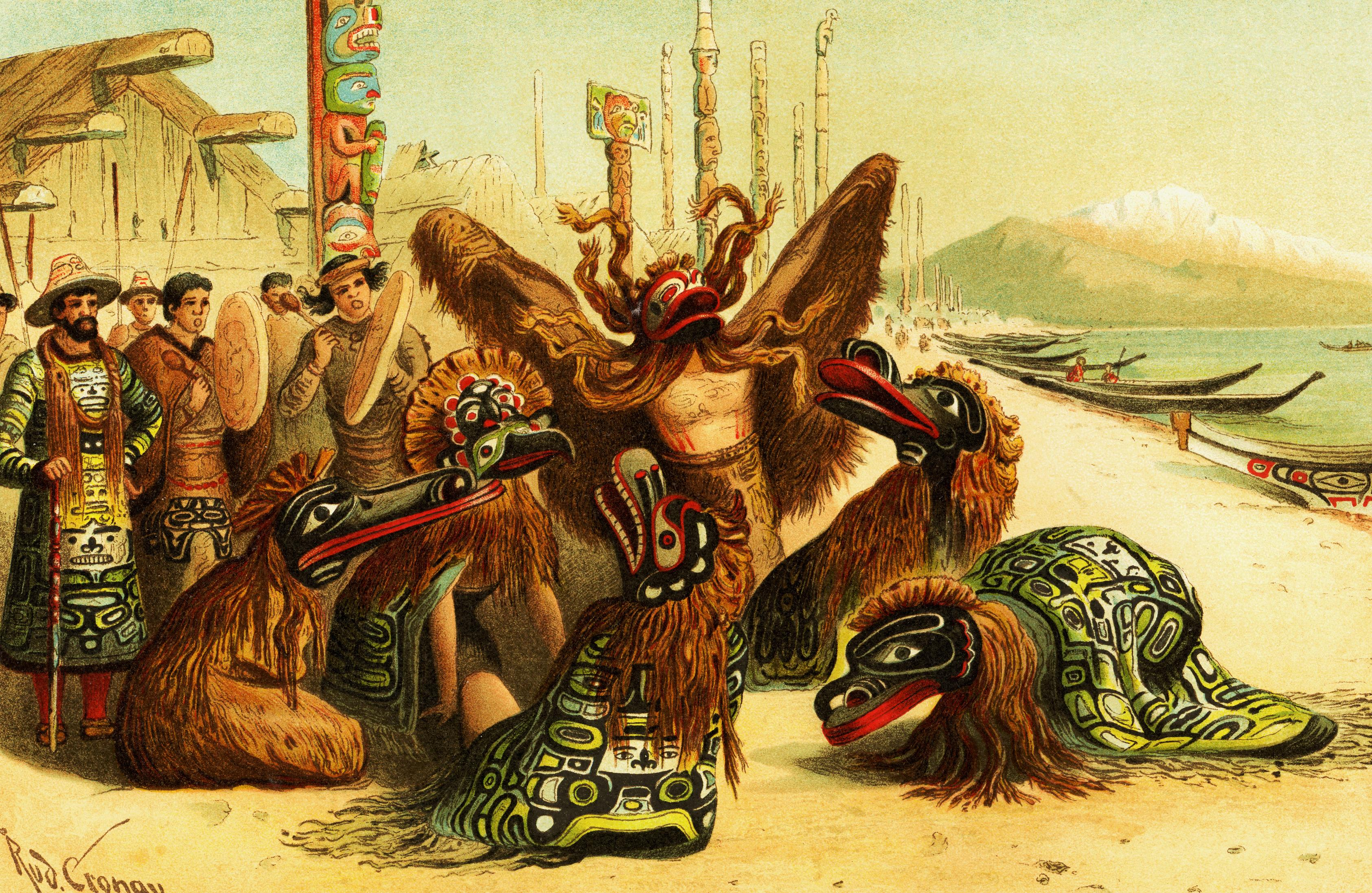
Danse rituelle d'Amérindiens Nuxalk en Colombie-Britannique, 1897.

Au Pays des Xing-Li, réputé pour ses conteurs et ses histoires, le vieux Huan ne se lasse pas d'entendre de la bouche d'une vieille femme l'histoire d'un Empereur de Jade tombé fou amoureux du portrait d'une jeune fille inconnue, au point d'abandonner son trône pour passer sa vie à la chercher. Il s'avère que Huan n'est autre que cet Empereur et que la conteuse est celle dont il tomba jadis amoureux. Au Pays des Yaléoutes, une paisible tribu de chasseurs-cueilleurs est accostée par l'équipage d'un trois-mâts qui leur ramène Nohyk, le fils du chef qu'ils ont emmené un an auparavant pour lui faire découvrir leur pays. De prime abord bienveillants, les marins cherchent en fait à prendre possession de leur territoire au nom de leur roi, ce que les indigènes voient comme un non-sens car ce pays n'appartient selon eux pas plus aux humains qu'aux oiseaux et aux poissons. Alors que le commandant retient tout de même sur son navire le Vieux-aux-Oiseaux, chef spirituel de la tribu, pour le contraindre à signer un traité d'annexion, les coups de canon qu'il fait tirer sur le reste du groupe venu au secours du vieillard font s'effondrer un énorme morceau du glacier voisin, formant de puissantes vagues qui entraînent le naufrage du bateau. Enfin, Le Pays des Zizotls, dernier récit du triptyque, suit le retour clandestin à Orbæ du cosmographe Ortélius, condamné à l'exil plus de vingt ans auparavant pour hérésie géographique. Sa route a croisé celle d'un vieux voyageur à la retraite dont le seul regret est de n'avoir jamais atteint les mystérieuses îles Indigo, décrites dans un manuscrit que l'aubergiste Anatole Brazadîm lui a légué un demi-siècle plus tôt. Ortélius, intrigué, reprend cette quête : grâce à une machine volante inspirée des plans de Brazadîm, il survole les vastes paysages d'Orbæ jusqu'à atteindre une île au milieu d'un océan d'herbes. Il ne s'agit toutefois pas des îles Indigo, que les autochtones — les Zizotls — ne semblent pas connaître : ceux-ci finissent néanmoins par le mener à un promontoire au sommet duquel il aperçoit le lointain cône bleu de l'île Sacrée, « comme un point final tout au bout d'un étrange alphabet ».

## Genèse de l'œuvre

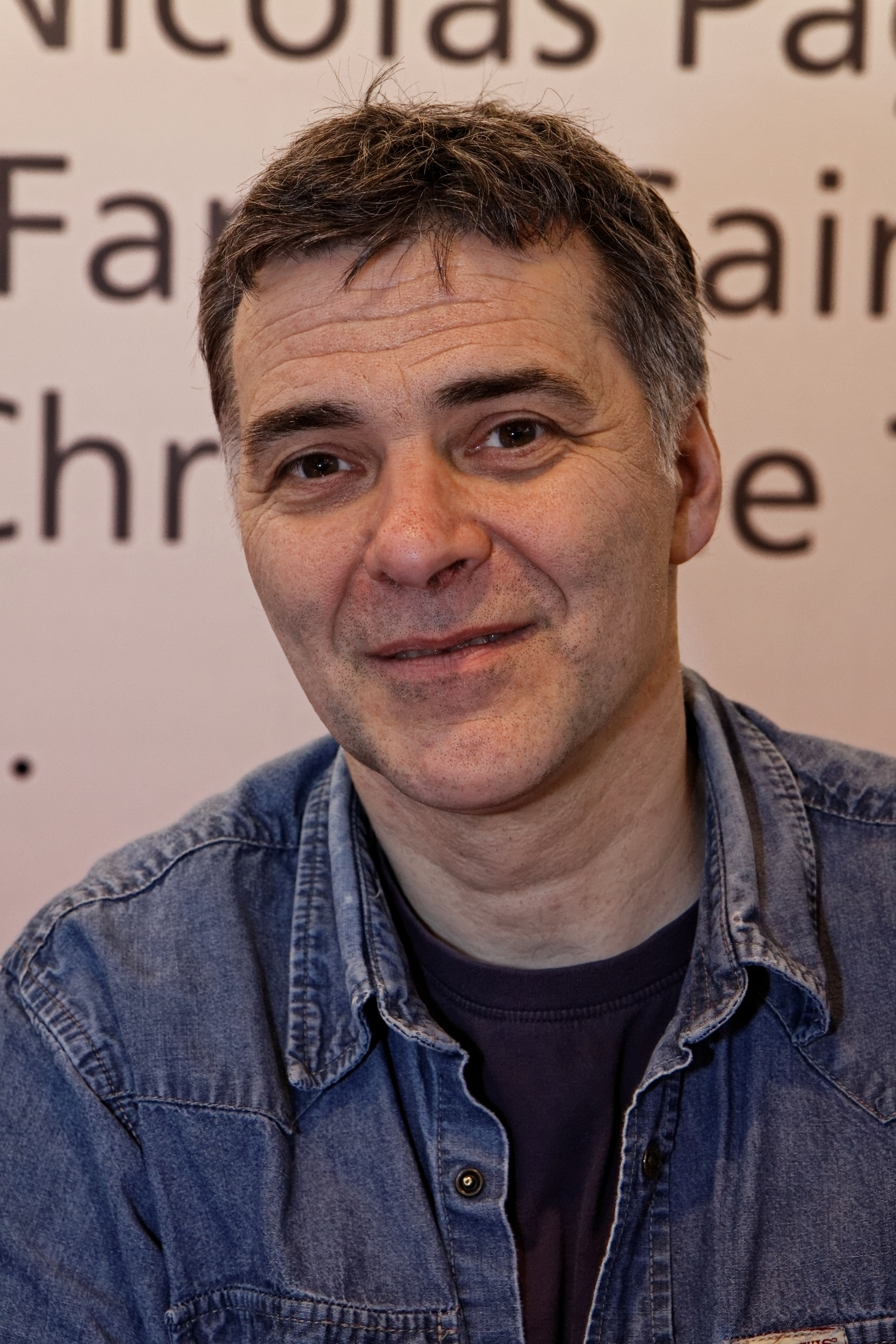
François Place en 2012.

En 1985, le jeune François Place est chargé par les éditions Gallimard Jeunesse d'illustrer une collection de cinq ouvrages documentaires : La Découverte du monde (1987), Le Livre des conquérants (1987), Le Livre des navigateurs (1988), Le Livre des explorateurs (1989) et Le Livre des marchands (1990),. Si le texte des deux premiers est rédigé par Bernard Planche, c'est seul, en revanche, que Place compose les trois suivants, qui constituent les premiers ouvrages signés de son nom propre. Pour agrémenter leur glossaire, Place a l'idée de dessiner vingt-six petites lettrines représentant les vingt-six lettres de l'alphabet latin sous forme de cartes, ce qui constituera l'inspiration première du projet de l'Atlas. Parallèlement, les recherches bibliographiques qu'il effectue pour ses documentaires l'amènent à réunir une abondante documentation sur les atlas géographiques et les récits de voyage, ce qui le conduit à s'intéresser à l'évolution des mentalités et à la manière dont les différents peuples se rencontrent, se perçoivent et se comprennent.
En 1992, Place publie Les Derniers Géants, son premier album illustré. Le succès de l’œuvre permet à l'auteur de proposer à son éditrice Brigitte Ventrillon, des éditions Casterman, un nouveau projet d'album illustré : un atlas de vingt-six cartes correspondant aux vingt-six lettres de l'alphabet pour décrire un monde dans son intégralité, accompagnées de planches documentaires représentant les peuples, la faune et la flore des territoires évoqués. Mais l'éditrice juge l'idée trop simpliste après un succès tel que celui des Derniers Géants : elle propose à Place de garder l'idée d'un atlas alphabétique parcourant vingt-six pays par le biais de cartes et d'illustrations, mais d'enrichir la présentation de chaque pays avec un récit. C'est ainsi que naît le projet de l'Atlas des géographes d'Orbæ : prévu dans sa forme initiale pour deux ans, il occupe finalement l'auteur pendant six ans ; la masse d'informations à traiter est telle que plusieurs tomes sont vite jugés nécessaires, et l'album imaginé à l'origine devient un triptyque.
Place écrit les histoires une par une, pas nécessairement dans l'ordre alphabétique final. Son procédé d'écriture consiste d'abord à laisser la forme de la lettre l'inspirer pour définir les caractéristiques générales du territoire traité ; puis il effectue une multitude de croquis représentant les habitants des lieux et les principaux éléments constitutifs du pays avant de trouver un angle d'approche pour amorcer son récit, qu'il développe ensuite en s'inspirant d'un grand nombre de sources et d'influences qu'il consigne sous la forme d'une multitude de fiches et de notes. La rédaction s'effectue suivant un aller-retour constant entre le texte et la carte, la carte pouvant être repensée en fonction du texte et inversement. La relation entre le texte et les illustrations fait également l'objet d'une réflexion spécifique : Place travaille les images en parallèle du récit afin de les faire correspondre le plus harmonieusement possible. Cette relation gouverne également le choix du format — qui sera un format à l'italienne faisant la part belle aux paysages, même si cela oblige le texte à être disposé sur deux colonnes — et du découpage, conçu pour permettre un dialogue entre récit et illustrations — un soin particulier étant apporté aux incipit des chapitres : l'auteur prévoit initialement une grande image introductive en double-page, mais choisit finalement d'y associer une colonne de texte pour amorcer la narration dès le début, tout en plongeant le lecteur dans le lieu qu'il décrit par le biais de l'illustration.
Une autre tâche importante consiste à lier les récits entre eux : comme l'objectif n'est pas de livrer un monde structuré et homogène, mais des « lambeaux de voyage », Place écarte rapidement l'idée d'une carte générale englobant les vingt-six pays visités. Il doit cependant assurer des passerelles entre les récits et y intégrer des éléments qu'il n'a pas toujours prévus : ainsi, lorsqu'il évoque les « girafes de Nilandâr » qu'hébergent les jardins de Candaâ, il doit par la suite trouver le moyen d'inclure ces girafes dans Les Deux Royaumes de Nilandâr. In fine, pour donner une architecture au triptyque, il choisit trois récits placés à des endroits stratégiques de l’œuvre : Les Îles Indigo, à la fin du premier tome ; L'Île d'Orbæ, au milieu du second ; et Le Pays des Zizotls, à la fin du troisième, qui permet de repasser par les deux premiers et de faire de l'Atlas un tout cohérent.

## Réception

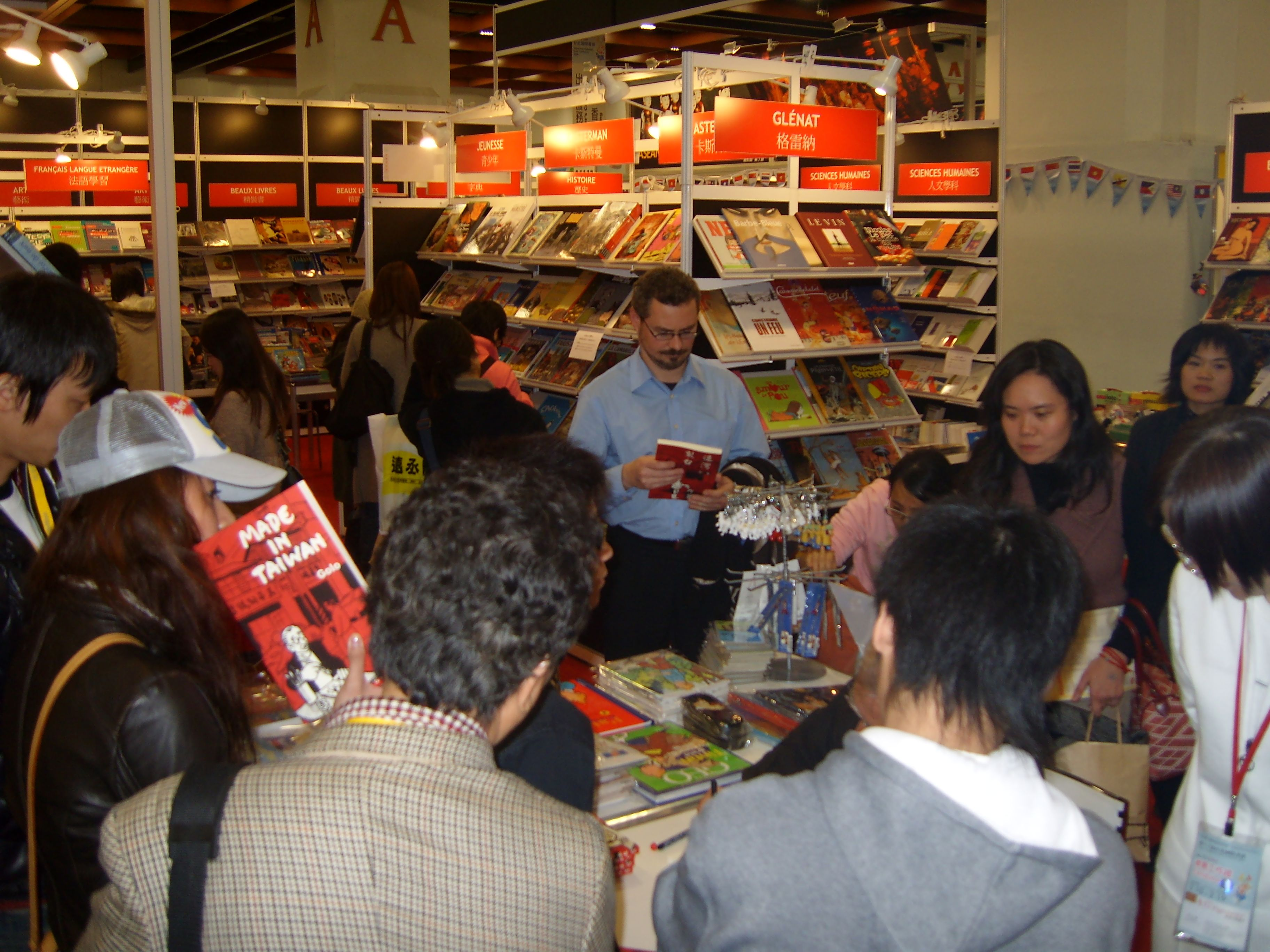
Pavillon français de la foire internationale du livre de Taipei 2008, à laquelle participe Place.

L’Atlas des géographes d'Orbæ est favorablement accueilli par la critique : jusqu'ici surtout connu pour son travail d'illustrateur, Place accède dès lors à la reconnaissance de ses talents d'écrivain. Dès sa sortie en 1996, son premier tome est qualifié d'« album magnifique » par Olivier Barrot, qui loue le riche imaginaire construit par l'auteur. Pour l'écrivain François Bon, Place réussit le « tour de force » de ramener le lecteur à ses expériences d'enfant et ses rêves de découverte, ce qui le place selon lui dans la lignée de Pierre Loti et Jules Verne. La reconnaissance de ses qualités est telle que l’œuvre est mentionnée en 2000 dans les documents d'accompagnement du programme d'enseignement des classes de cinquième et de quatrième du collège français. Hors de France, la traduction anglaise du premier tome, intitulée A Voyage of Discovery (« Un Voyage de découverte »), suscite l'admiration de Philip Pullman qui voit en Place un « artiste extraordinaire », auteur d'une œuvre « prodigieusement inventive » qu'il qualifie de « triomphe d'imagination et de maîtrise », affirmant qu'il s'agit de « l'une des œuvres les plus stupéfiantes qu'[il ait] jamais vues ». La traduction allemande de l’Atlas, Phantastische Reisen (« Voyages fantastiques »), fait quant à elle l'objet d'un article du Tagesspiegel saluant la puissance d'évocation de l’œuvre et son propos convenant aussi bien aux enfants qu'aux adultes, tandis que sa traduction en chinois traditionnel vaut à Place d'être invité en 2008 à la foire internationale du livre de Taipei, où il est très sollicité par les médias et le public. L’Atlas est aussi traduit en japonais et en coréen.
Ce succès critique se traduit aussi par de nombreuses récompenses : Place reçoit notamment le prix « non-fiction pour les jeunes adultes » de la foire du livre de jeunesse de Bologne en 1998 (pour le premier tome) et un prix spécial Sorcières en 2001 (pour l'ensemble de l'Atlas). La liste complète des distinctions du triptyque comprend aussi le Cercle d'or du Livre de jeunesse du magazine Livres Hebdo 1996, le prix France Télévision 1997, le prix Amerigo-Vespucci Jeunesse de Saint-Dié-des-Vosges 1997, le prix « L » de la Fête du livre de Limoges 1997 dans la catégorie 10-14 ans, le prix « À vos livres » d'Issoudun 1999 et le prix Chronos 1999 dans la catégorie CM1-CM2 ; l’œuvre est également nommée pour le Deutscher Jugendliteraturpreis 1998 dans la catégorie « non-fiction », sans toutefois remporter le prix. L’Atlas donne également lieu à de nombreuses expositions, notamment au festival Étonnants Voyageurs de Saint-Malo en 1999 et à la foire internationale du livre de Taipei en 2008.

## Analyse

### Composition d'un monde

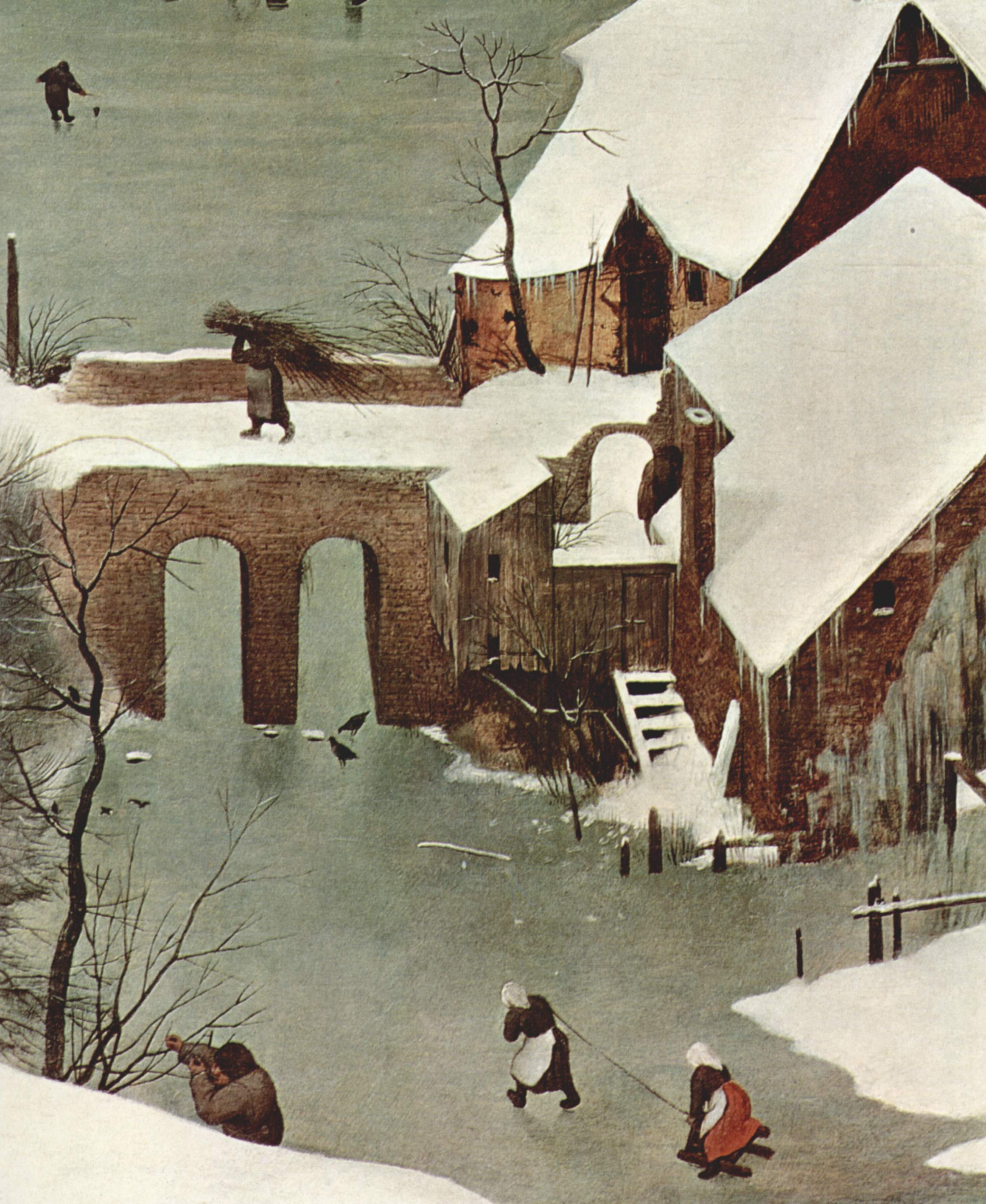
Pieter Brueghel l'Ancien, Chasseurs dans la neige, 1565 (détail).

L'Atlas des géographes d'Orbæ se propose de dépeindre un univers dans son intégralité sous la forme d'une compilation de courts récits : il s'agit de livrer, dans un recueil s'apparentant à une encyclopédie, un véritable monde condensé. Place y immerge le lecteur par la multiplication des époques et des lieux. Le cadre temporel s'étend ainsi de l'époque des Grandes Découvertes aux conquêtes coloniales du XIXe siècle, avec une progression dans le temps au fil de l’œuvre : les récits du premier tome se rattachent plutôt au Moyen Âge, voire à la Grèce antique, tandis que ceux du dernier tome font intervenir des références plus modernes, à la ville (La Cité du Vertige), aux progrès de la mécanique (Le Désert d'Ultima) ou à la photographie (Le Pays des Troglodytes). Cette mosaïque temporelle se double d'une mosaïque géographique : les récits se déroulent sur tous les continents (la cité du fleuve Wallawa semble européenne, le pays de Jade asiatique, l'île de Selva sud-américaine…) et dans des paysages extrêmement variés, allant des empires et des royaumes (pays de la Rivière Rouge, Nilandâr…) aux îles immenses (Orbæ, qui figure la Terra Australis des anciennes mappemondes) ou plus petites (Selva), en passant par les villes (cité du Vertige, ville sur le Wallawa), les déserts (désert des Tambours, Ultima) et les vastes contrées aux délimitations plus ou moins floues (pays des Amazones, des Frissons, de Korakar…). Tout au long de l’œuvre, des parallèles sont tissés avec notre monde : le style des cartes présentées rappelle des cartes ou des œuvres ayant réellement existé, comme la carte d'Esmeralda qui s'apparente aux codex mésoaméricains, celle de Nilandâr qui reprend l'apparence des miniatures persanes du XVIIe siècle, ou celle d'Ultima qui évoque les cartes militaires du XIXe siècle ; les illustrations suggèrent également des analogies avec des lieux existants, comme le paysage hivernal du fleuve Wallawa qui rappelle fortement ceux du Brabant peints par Pieter Brueghel l'Ancien au XVIe siècle. Les noms des territoires se construisent de façons diverses : pseudo-latin scientifique (Orbæ, Ultima), toponymes suggestifs (Baïlabaïkal, Nilandâr), dénominations descriptives (pays de la Rivière Rouge), référents connotés (pays de Jade, montagnes de la Mandragore) et personnages issus d'une culture commune (pays des Amazones, île des Géants).
La cohérence du monde ainsi engendré est assurée par l'interconnexion des lieux visités dans l’Atlas, inscrits dans une trame géographique et historique commune. L'auteur tisse en effet des liens entre les différents récits par la réutilisation de personnages (comme Ortélius de L'Île d'Orbæ, qui réapparaît dans Le Pays des Zizotls) et l'établissement de passerelles entre territoires : dans les jardins de Candaâ sont exposées des merveilles issues d'autres pays de l'Atlas, comme les « crapauds rieurs de Baïlabaïkal » ou les « girafes laineuses de Nilandâr et celles d'Orbæ » ; Tolkalk, le héros du Désert des Tambours, a vécu des aventures au pays de Korakar, dans les royaumes de Nilandâr et au pays des Xing-Li ; le pays des Houngalïls est explicitement situé entre le pays de Jade et les montagnes de la Mandragore… Tout ceci dessine un système ordonné qui semble structuré autour de trois grands pôles : la cité portuaire de Candaâ, qui joue le rôle de cœur économique ; le pays de Jade, puissance politique et colonisatrice ; et l'île idéale d'Orbæ, centre culturel et spirituel,. À l'inverse, certains territoires semblent plus marginaux, comme le désert des Pierreux, aux confins d'un vaste Empire sans nom, ou l'île des Géants, dont la position changeante la rend difficile à retrouver, ce qui reproduit le contraste entre centre et périphérie caractérisant les relations entre territoires réels.

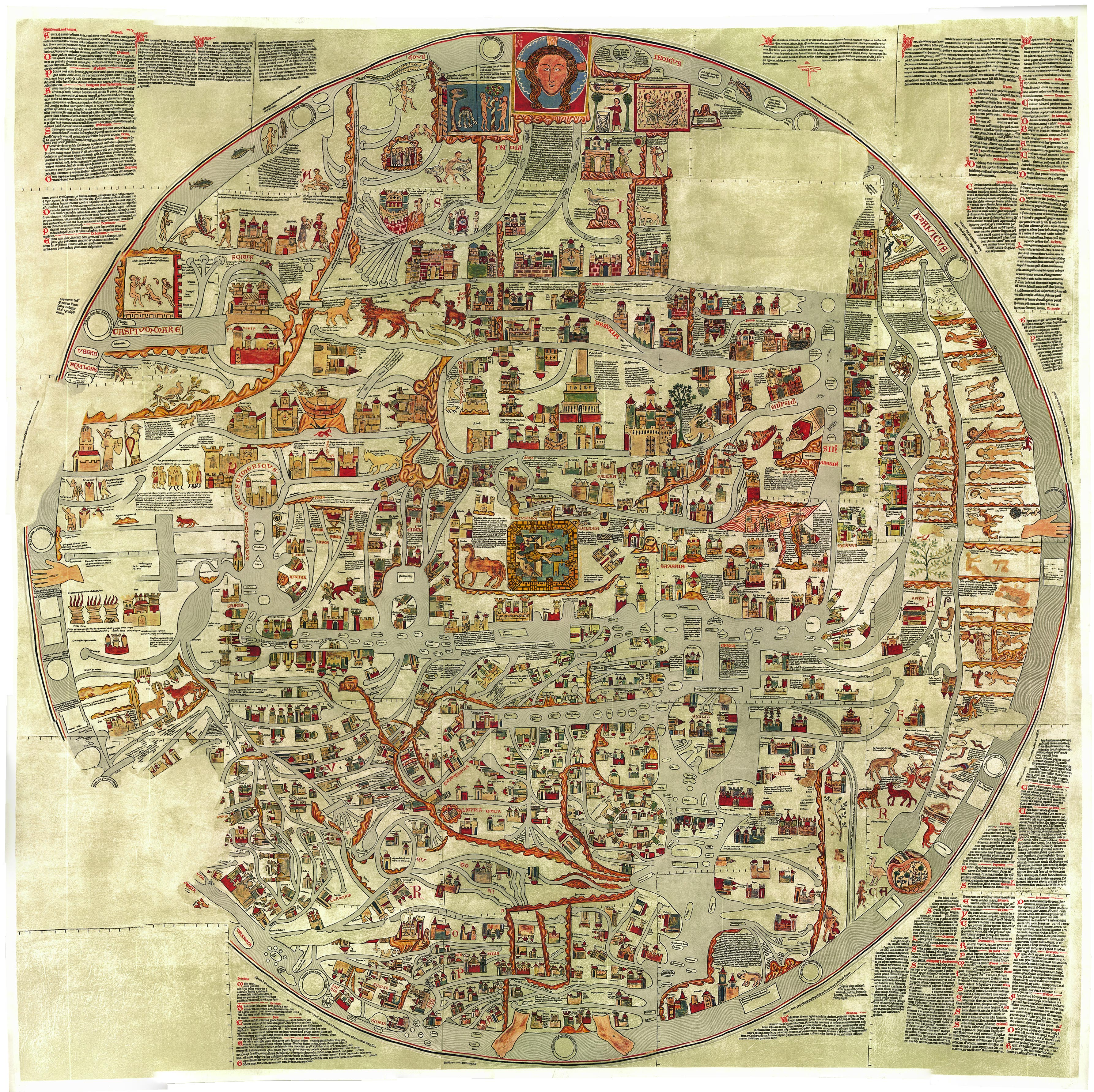
Carte d'Ebstorf (XIII), source d'inspiration de Place pour la carte de l'île d'Orbæ.

La profondeur du monde esquissé par Place est renforcée par un effet d'emboîtement. Plusieurs univers semblent enchâssés les uns dans les autres : ainsi, l'île des Géants est accessible par un souterrain écossais, les montagnes de la Mandragore forment un territoire reculé et mystérieux aux marches d'un vaste Empire sans nom, et les îles Indigo sont perdues au cœur des Terres Intérieures, au-delà des Fleuves de Brume de l'île d'Orbæ, peut-être dans l'un des espaces référencés sur la Carte-Mère sous le nom de Terra incognita (« terre inconnue ») ou Terra nondum cognita (« terre pas encore connue »). Cet enchâssement se retrouve également dans la narration, où sont parfois insérés des traités, comme celui de Zénon d'Ambroisie dans Le Pays des Lotus, et des récits (légendes, contes) dans le récit. Autres moyens de donner de la profondeur à l’œuvre, les illustrations : en relation avec le texte qui les accompagne dans un jeu de rebonds, elles représentent souvent de vastes paysages aux horizons lointains et multiplient les effets de perspective pour sembler s'étendre aux dimensions du monde, d'où un effet de relief renforcé, d'une part par la représentation en clin d’œil de cartes à l'intérieur des illustrations, véritables images dans l'image (carte de l'île des Géants par l'amirauté de Candaâ, Carte-Mère d'Orbæ figurée dans la grande salle de la Cartographie avec de nombreuses autres cartes suspendues dans la pièce), et d'autre part par les annexes, doubles-pages encyclopédiques où, sous une apparence de réel appuyée par la précision du trait, l'auteur déborde du cadre de l'aventure précédente pour faire surgir en quelques croquis tout un microcosme. Par ces procédés, Place confère donc à son œuvre une profondeur et une cohérence qui font d'elle un véritable univers, ce qui est rappelé jusque dans la dénomination même d'Orbæ — du latin orbs, orbis : « globe, monde ».

### Ode à la découverte et à l'échange

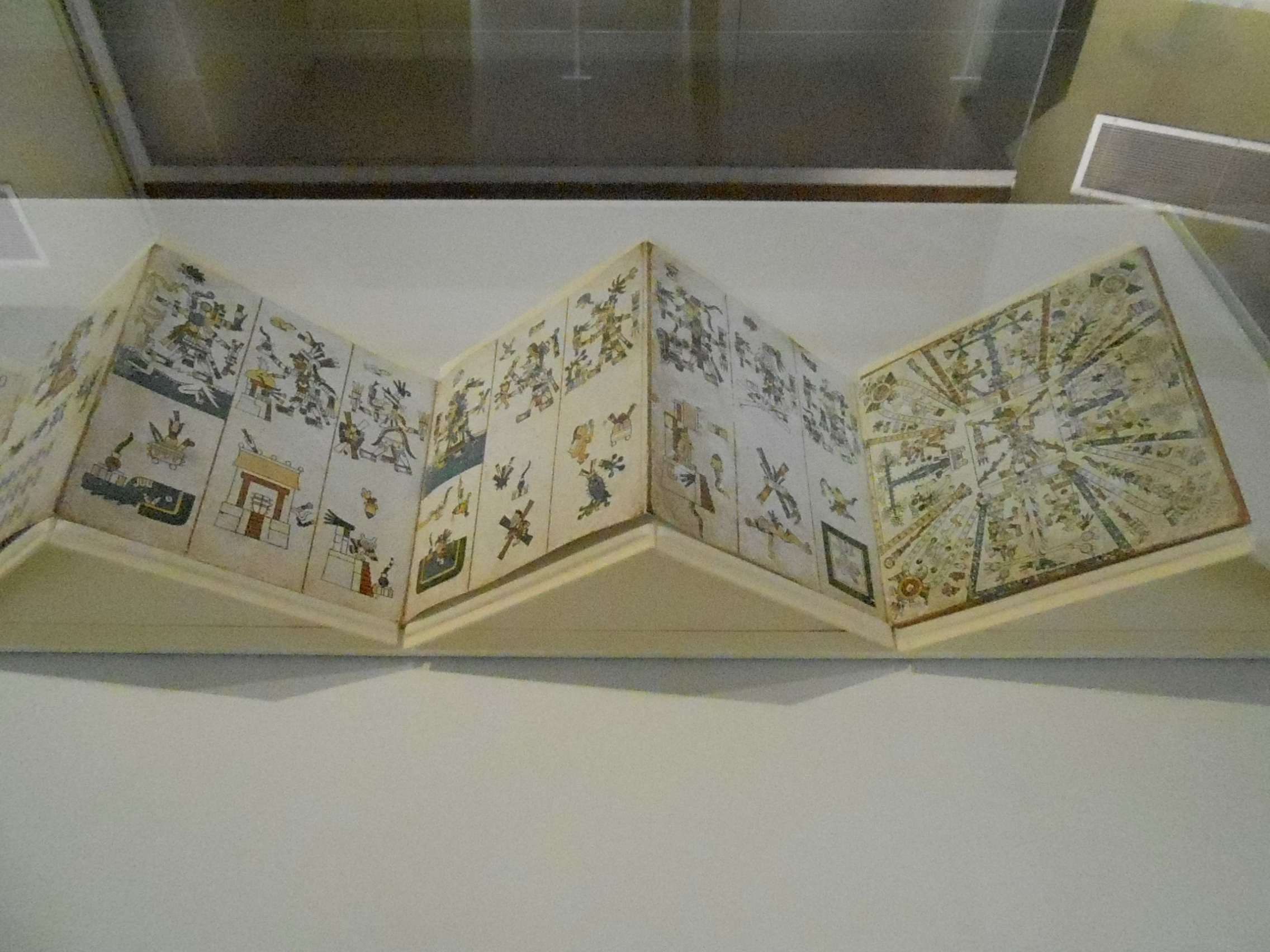
Codex Fejérváry-Mayer, exemple de codex mésoaméricain ayant inspiré Place pour le codex d'Itilalmatulac dans La Montagne d'Esmeralda.

Dans les récits de l'Atlas reviennent souvent les motifs du voyage, de la découverte et de la rencontre. Outre l'invitation faite au lecteur lui-même à un voyage métaphorique à travers l'univers de l'auteur, composant sa propre carte mentale des pays traversés avec ses incertitudes et ses multiples strates, les personnages mis en scène sont généralement des aventuriers partant en exploration (John Macselkirk dans l'île des Géants, Cornélius vers les îles Indigo, Zénon au pays des Lotus, Ortélius à Orbæ…) ou à la conquête d'un territoire (comme Onésime Tiepolo dans le désert d'Ultima). Ils parcourent des lieux souvent dangereux, hostiles et difficiles d'accès (déserts, montagnes escarpées, forêts vierges…), mais également fascinants et propices à la réflexion. Le voyage dans ces espaces permet souvent une régénérescence et un grandissement : ainsi en est-il de Nîrdan Pacha, dont le parcours dans les montagnes de la Mandragore lui permet de devenir meilleur et d'arriver à l'apogée de ses capacités physiques et mentales en recevant d'un sorcier local l'enseignement des « vrais mystères de la terre ». Ce thème du voyage initiatique se retrouve dans de nombreux récits, comme dans L'Île de Selva, où de jeunes gens entrent dans l'âge adulte en combattant un tigre-volant, ou dans L'Île d'Orbæ, où le franchissement des Fleuves de Brume, l'écran de brouillard qui entoure les riches terres intérieures de l'île, est rendu possible par la guilde des Aveugles, ce qui symbolise l'accès à la connaissance par l'enseignement d'initiés. Au terme de ce voyage, les personnages peuvent raconter ce qu'ils ont vécu et appris, par exemple à travers un journal de voyage — celui de l'Amérindien Nohyk dans Le Pays des Yaléoutes, des explorateurs Isaac des Bulan et Ulysse de Nalandès, compagnons de voyage d'Anatole Brazadîm dans Les Îles Indigo, ou le codex d'Itilalmatulac dans La Montagne d'Esmeralda. Tout ceci rattache l’Atlas au genre traditionnel du récit de voyage, dont il reprend le mode habituel de narration — énonciation historique au sens de Benveniste, c'est-à-dire récit à la troisième personne avec alternance d'imparfait et de passé simple —, à l'exception du récit autobiographique du Pays des Frissons.

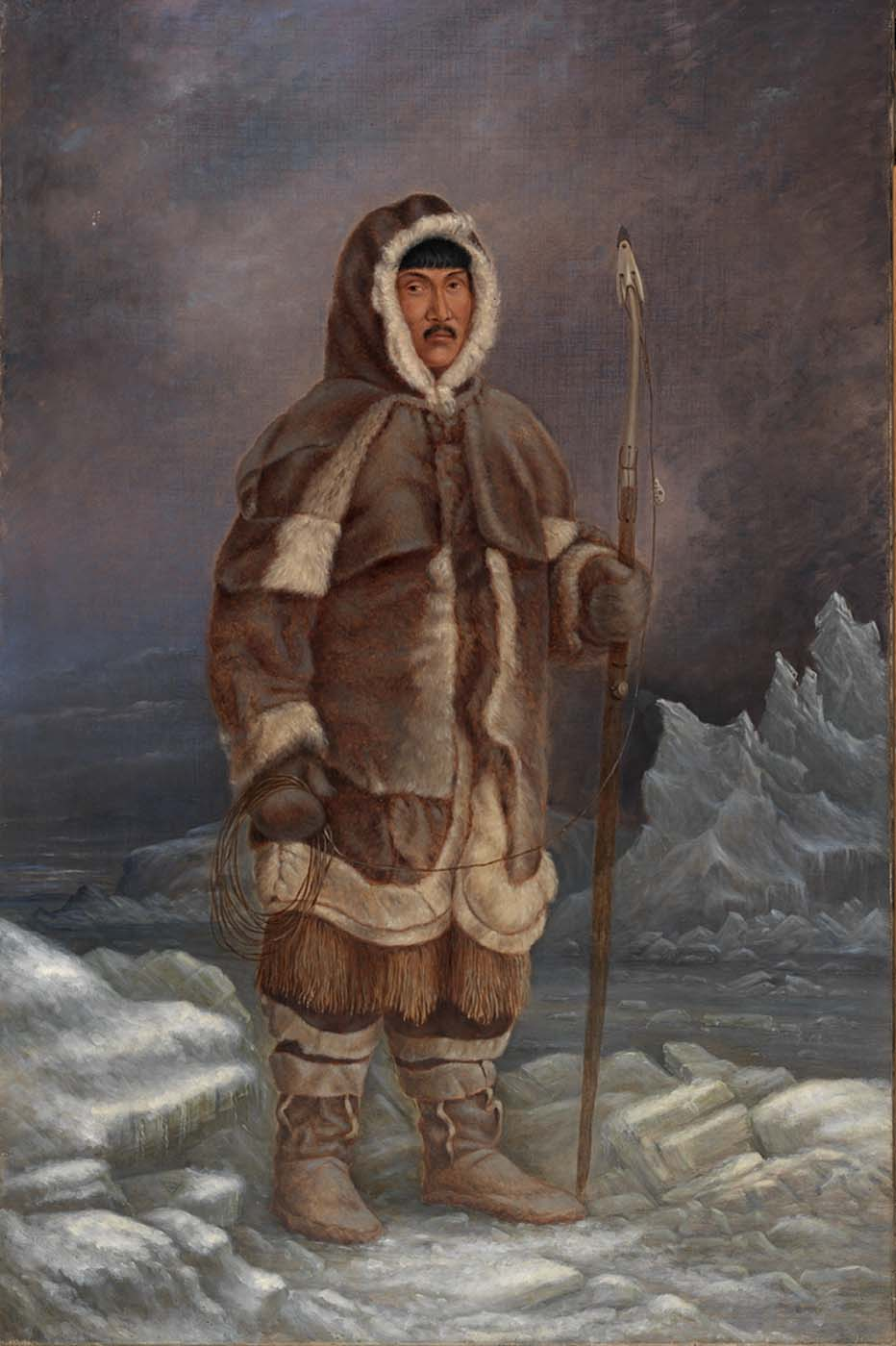
Portrait d'un chasseur inuit (vers 1893), dont le peuple inspire celui de Nangajiik dans Le Pays des Frissons.

Au travers de ces récits de voyage, Place s'intéresse particulièrement à l'idée d'échange, aussi bien économique que culturel et spirituel,. Nombre de territoires traversés par les personnages sont des interfaces marchandes (pays des Xing-Li, port de Candaâ), mais aussi, notamment dans le cas des frontières (comme le pays des Houngalïls), le lieu de rencontre de sociétés différentes. À cet égard, le foisonnement de peuples décrit dans l'Atlas, révélateur d'un riche imaginaire ethnographique, permet à l'auteur de faire se confronter de nombreuses figures d'étrangers et d'indigènes dont il adopte tour à tour le point de vue : l'étranger peut être un explorateur ou un conquérant mu par le goût de l'aventure ou l'appât du gain, aussi bien qu'un ancien marchand d'esclaves introduit dans un royaume extraordinaire, puis renvoyé chez lui où il devient étranger aux yeux des siens (Joao du Pays de la Rivière Rouge) ou un marchand tombé amoureux d'une terre nouvelle au point de s'y intégrer et de la connaître aussi bien que les locaux (Zénon d'Ambroisie du Pays des Lotus), tandis que l'indigène peut n'avoir jamais quitté son pays (comme Nangajiik du Pays des Frissons ou Kadelik du Pays de Korakar), l'avoir quitté avant d'y revenir et d'être tiraillé entre son peuple d'origine et sa société d'adoption (comme Nohyk du Pays des Yaléoutes, emmené par l'équipage du trois-mâts dans leur pays puis retourné chez lui et ayant du mal à se situer par rapport aux deux groupes), ou encore en avoir été exilé mais y revenir secrètement (comme Ortélius de L'Île d'Orbæ et du Pays des Zizotls). La frontière entre étranger et indigène est donc poreuse, l'étranger peut devenir indigène et inversement, certains récits juxtaposant même plusieurs perspectives sur un même peuple comme dans Le Pays des Houngalïls, où le médecin Albinius est intéressé par les coutumes locales alors que la princesse Tahuana les trouve barbares. Dès lors, l'adoption de plusieurs points de vue permet un enrichissement et l'expression d'une acceptation de l'autre dans sa différence : le lecteur est invité à quitter son regard dominant pour se perdre dans un dédale de peuples et de cultures qu'il doit appréhender dans leur diversité.

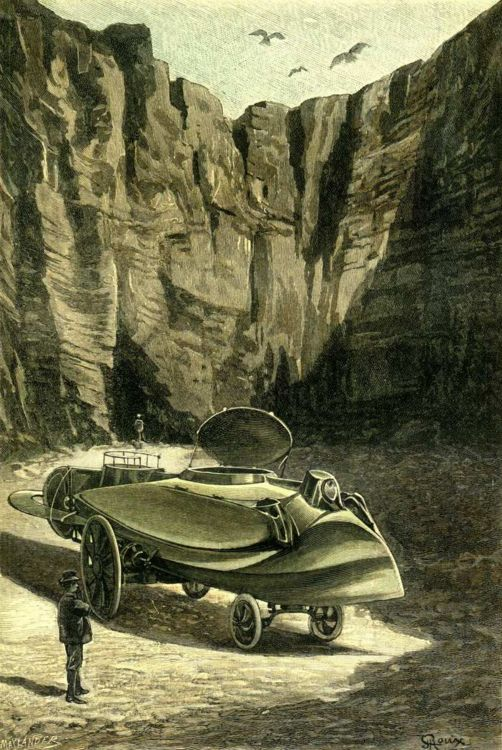
Les machines du Désert d'Ultima rappellent celles de Jules Verne (ici dans Maître du monde, 1904).

Cette conception de l'échange entre cultures engendre ainsi un discours postcolonialiste proclamant le droit à la différence et la reconnaissance de l'altérité, ce qui est illustré dans l'œuvre par le motif très récurrent du choc des cultures et de la victoire des sociétés traditionnelles sur la puissance de la modernité. Si Place conserve un regard critique tout au long de l’Atlas, aussi bien sur les travers de la civilisation occidentale que sur certaines coutumes indigènes (cannibalisme des autochtones de l'île Quinookta, tradition religieuse cruelle des nomades du désert des Tambours), il n'en met pas moins en scène à de très nombreuses reprises la défaite de l'Europe impérialiste face aux peuples premiers : les guerriers de l'Empire des Cinq Cités vainquent les conquistadors par le rêve, le missionnaire croyant avoir conquis l'auditoire de Baïlabaïkal se découvre soudain le double du vieux chaman dont il doit endosser le manteau magique, et les colons du Pays des Yaléoutes sont victimes de la chute d'un morceau de glacier après avoir méprisé le vieux chef spirituel local. L'épisode le plus significatif à cet égard est sans doute Le Désert d'Ultima, où la course organisée par des puissances européennes archétypales pour la possession de terres nouvellement découvertes, allégorie explicite de l'entreprise coloniale, est arrêtée contre toute attente par le soudain déchaînement des éléments naturels, ramenant les rutilantes machines aux allures verniennes de l'Occident mécaniste à l'état de totems récupérés par les sorciers indigènes et intégrés à leur mythologie. Ce positionnement constitue une rupture dans l’œuvre de Place, qui avait commencé sa carrière par des ouvrages didactiques célébrant l'histoire des explorateurs et de la conquête européenne du monde (Le Livre des navigateurs, Le Livre des explorateurs, Le Livre des marchands), avant de livrer avec l'album Les Derniers Géants un constat désenchanté des méfaits de la colonisation ; avec l'Atlas, l'auteur rééquilibre ses valeurs et se place résolument sous le signe de l'anthropologie interculturelle et de l'échange entre sociétés.

### Célébration des pouvoirs de l'imaginaire

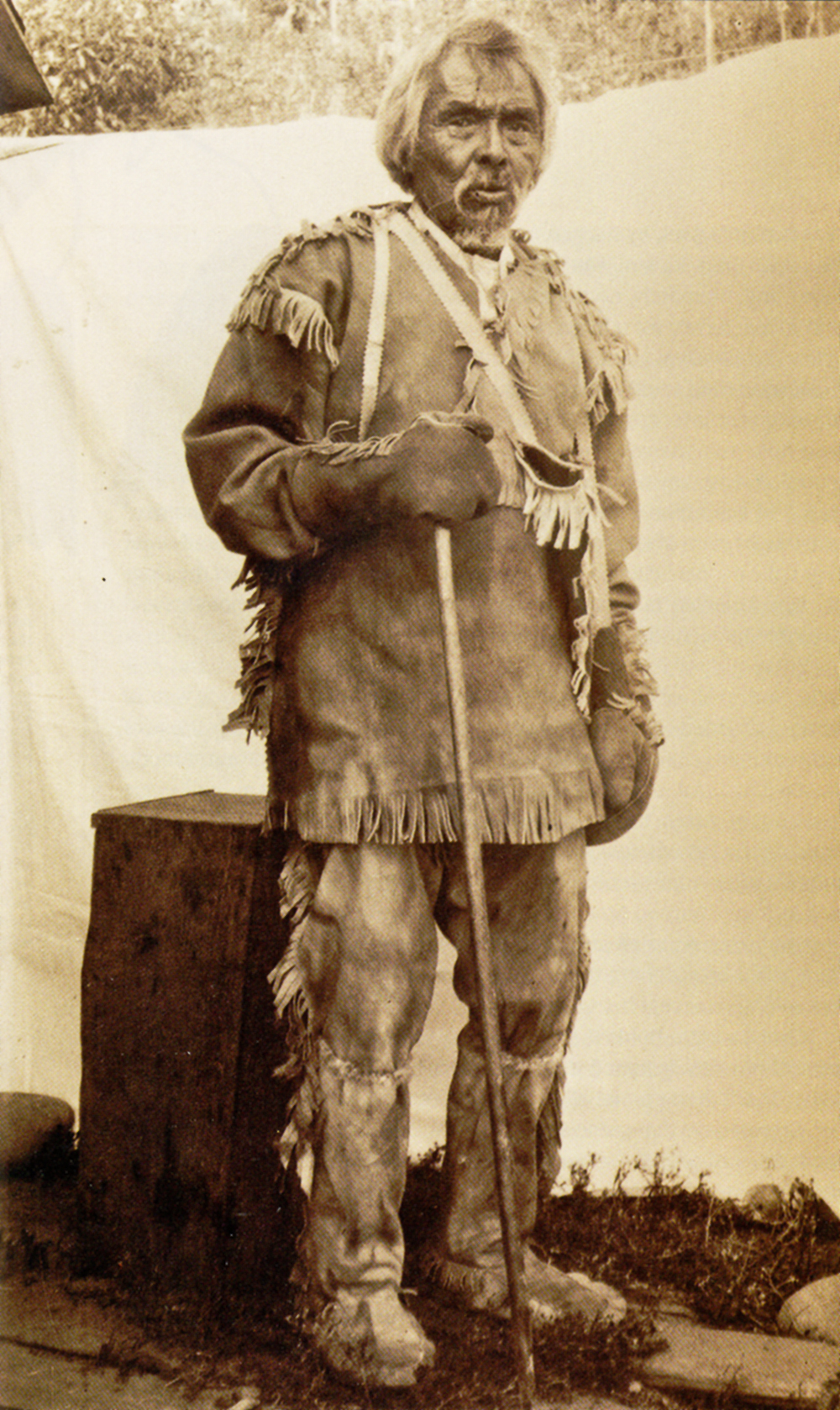
Chaman athabascan photographié vers 1932.

En entraînant le lecteur dans ses territoires fictifs, l'Atlas exalte la puissance du rêve et de l'imagination. L'auteur développe un monde onirique et fabuleux destiné à susciter l'émerveillement chez le lecteur : interviennent ainsi des chamans maîtrisant les éléments naturels, comme ceux d'Ultima et du pays des Yaléoutes, un dauphin d'ivoire qui prend vie au contact de l'eau de mer sous les yeux de la jeune Ziyara de Candaâ, des sorciers à deux cœurs gardiens des montagnes de la Mandragore, l'inquiétante île Quinookta engloutissant l'équipage d'un baleinier et transformant leur navire en vaisseau fantôme, ou encore des crapauds rieurs et des loutres à trompe. La construction de cet imaginaire s'effectue toutefois dans un souci d'authenticité qui crée un effet de réel, à travers l'autorité de la carte et des doubles-pages encyclopédiques aux traits soignés et aux commentaires méticuleux. Sous cette apparence de factualité en décalage avec l'imagination déployée, Place cherche à plonger le lecteur dans le doute et l'émerveillement et l'invite à se laisser envoûter, comme en témoignent les nombreuses confrontations qu'il met en scène entre l'Occident rationaliste et la parole magique des peuples premiers, laquelle remporte souvent la victoire : le marchand d'esclaves Joao, pour avoir voulu quitter le pays du Roi des rois, est victime d'un sortilège le privant de parole tandis que le souverain demeure à jamais le « maître du discours », et les colons européens du Pays des Yaléoutes, pensant l'emporter sur les autochtones par la seule puissance de leurs armes à feu, voient leur navire anéanti par une chute de glace après avoir menacé le vieux sorcier tribal invoquant la « parole des oiseaux ». Cet avantage du mythe sur la raison constitue donc une invitation à laisser de côté le rationalisme réductionniste pour se laisser emporter par le chatoyant mystère de l'imaginaire.

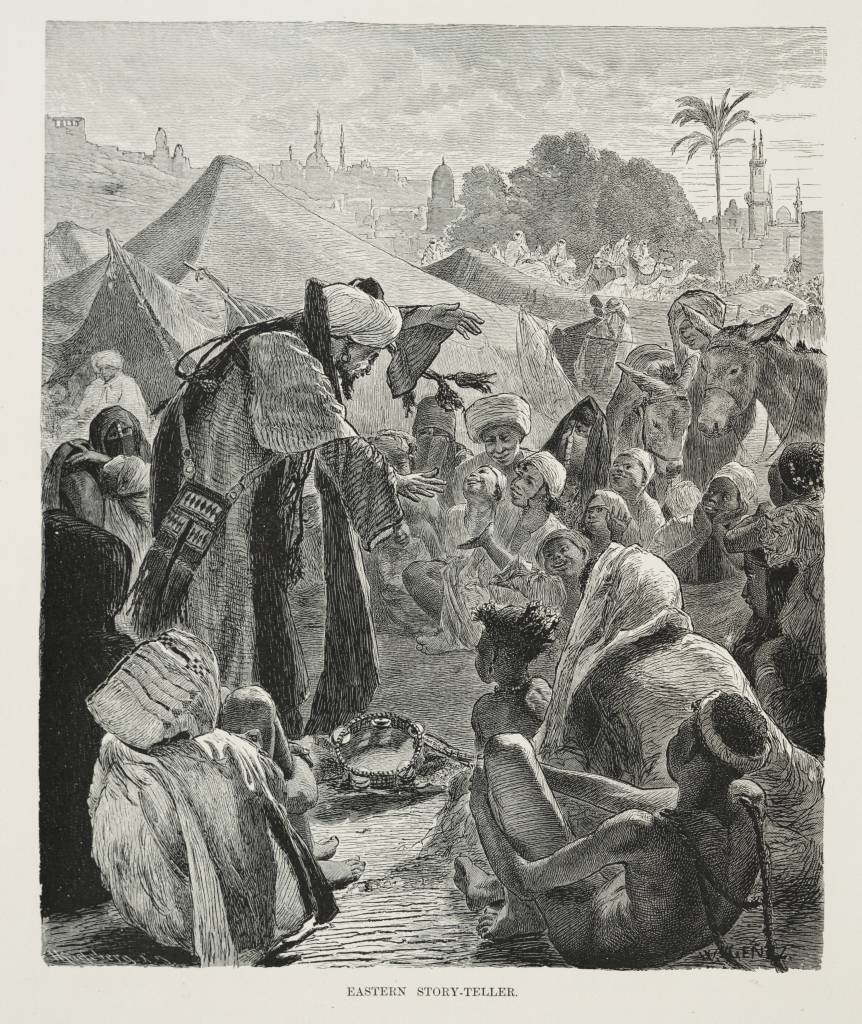
Wilhelm Gentz, Conteur oriental, 1878.

Cette exhortation se double d'une réflexion sur les mécanismes même qui régissent l'imagination et sur la propension de l'être humain à recréer des mondes. Tout l’Atlas est parcouru d'une méditation sur les profondeurs cachées de l'esprit : ainsi, La Montagne d'Esmeralda met en scène la victoire des guerriers précolombiens sur les conquistadors, non par les armes, mais parce que ces derniers ont été rêvés par les indigènes. Pour Place, les mondes imaginaires sont donc plus réels que le réel lui-même, et l'on est toujours le rêve d'un autre, comme le missionnaire vis-à-vis du vieux chaman du Pays de Baïlabaïkal. Cette thèse herméneutique, qui pense l'univers en termes de disposition de l'esprit à partir en quête de la signification profonde au-delà des apparences, dénote la tendance de l'être humain à étendre sa pensée aux dimensions du réel : rien n'est concevable en-dehors de sa propre pensée consciente, l'esprit tendant au solipsisme. Dès lors, selon l'auteur, chacun a besoin de se raconter des histoires pour exister, car la réalité n'est pas dissociable de ses circonstances : d'où le motif du récit, le monde n'étant pas ce que l'on en voit mais ce que l'on en perçoit, et plus encore ce que l'on en raconte. Le pouvoir de la parole, expression de l'imaginaire, est d'ailleurs souvent évoqué dans l’Atlas à travers des personnages doués d'éloquence, comme le vieux chaman Trois-Cœurs-de-Pierre qui rappelle aux siens que « les paroles sacrées des pères de [leurs] pères sont enfouies au fond de [leur] cœur » et qu'« il n’y aurait pas assez de jours dans toute une année pour qu[’il] en fasse ici resurgir la source intarissable », ou des territoires consacrés tout entiers aux histoires, comme le pays des Xing-Li qui attire des voyageurs venus de loin pour y entendre des contes.

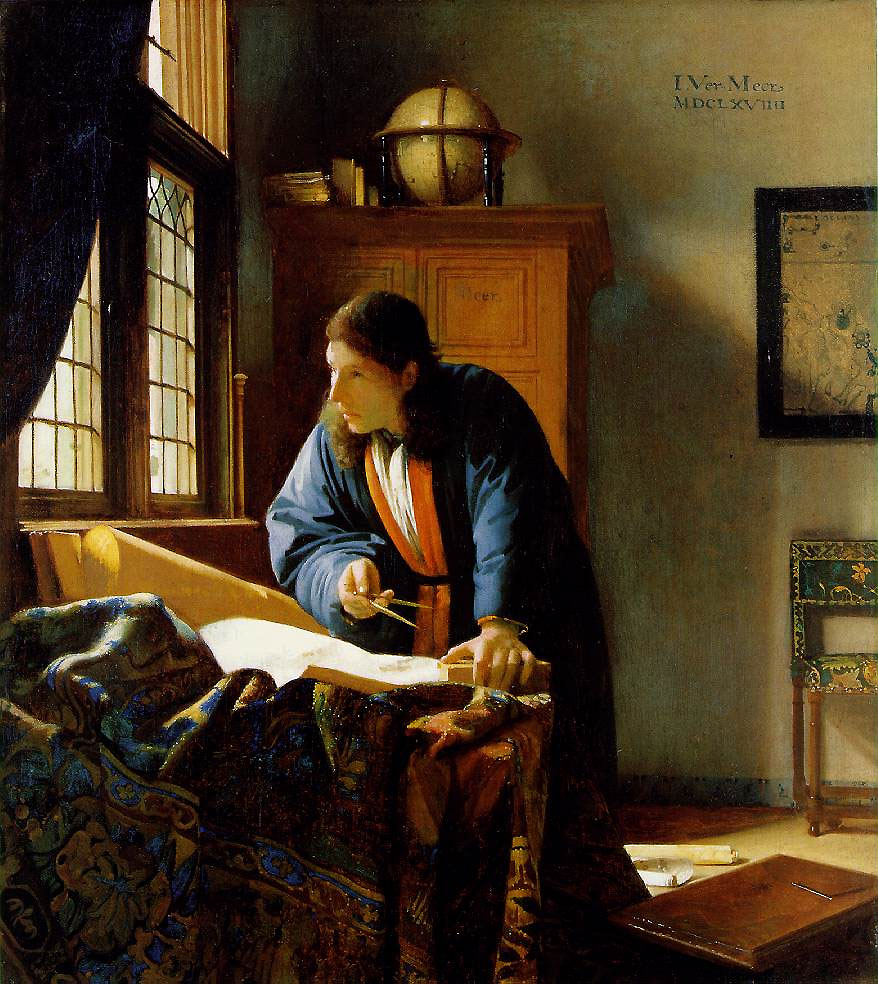
Johannes Vermeer, Le Géographe, 1669.

L'imaginaire s'exprime ainsi par le pouvoir des mots, mais aussi des images et des cartes. Le pouvoir de l'image, qui élargit l'horizon et transporte vers l'ailleurs, est à la fois évoqué dans les récits de l’Atlas, par exemple au travers du captivant tableau des îles Indigo contemplé par Cornélius dans l'auberge d'Anatole Brazadîm,, et directement mis en application dans les illustrations, en rivalité complémentaire avec le texte qu'elles complètent par un changement de point de vue (là où le texte favorise la focalisation interne, l'image offre un point de vue externe) et d'échelle (la petitesse des personnages dans les larges paysages de l'Atlas permet de s'en distancier, en contraste avec le texte où le personnage est central). Quant à la carte, au cœur de l’œuvre puisque celle-ci se présente explicitement comme l'« atlas des géographes d'Orbæ », elle est décrite tour à tour comme un instrument de domination donnant la maîtrise de l'espace en le rendant lisible et gouvernable (selon Nîrdan Pacha, l'ingénieur cartographe des Montagnes de la Mandragore), comme des chiffons de papier aveuglant le cartographe en le coupant de la connaissance réelle du terrain (selon le sorcier mandarg du même récit), ou comme le fertile terreau du monde ouvrant les portes du rêve (selon Ortélius, le cosmographe d'Orbæ). Pour Ortélius, la carte crée le monde, et effectivement, du point de vue du lecteur, la grande carte ouvrant chaque récit crée le monde qu'elle renferme ; mais plus encore, en renversant, dans L'Île d'Orbæ, le processus logique de représentation pour montrer que son intervention sur la Carte-Mère a modifié le degré de réalité des espaces qui y sont figurés, le cosmographe prône un détachement complet du réel et un abandon à l'imagination créatrice.

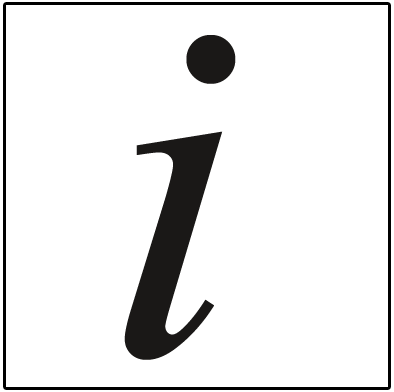
Le point sur le I minuscule devient dans Les Îles Indigo l'île Sacrée, inatteignable pour les habitants de l'île principale (l'île Grande).

Ce message est renforcé par la construction même des cartes-frontispices, structurées autour d'une lettre de l'alphabet latin qui lui donne non seulement sa forme, mais aussi le sens du récit qu'elle introduit : ainsi, la géométrie bicyclique de la lettre B se retrouve dans le nom aux deux parties presque homonymes du pays de Baïlabaïkal, dans ses deux lacs jumeaux, dans les yeux vairons de Trois-Cœurs-de-Pierre et dans ceux, symétriques, du missionnaire, qui apparaît alors comme son double ; autre exemple, le sacro-saint point sur le I, qui doit toujours être bien détaché de sa hampe, devient dans Les Îles Indigo l'île Sacrée, un volcan éteint que les habitants de l'île principale (la hampe du I) vénèrent sans pouvoir l'atteindre. Par cette rêverie graphique sur les lettres, et par les nombreuses citations et références dont il émaille ses récits, l'auteur propose une réflexion sur l'imagination au travail : son texte n'est pas nourri d'un hypothétique réel, mais d'autres textes — cette idée d'intertextualité étant symbolisée par le personnage de l'Enfant-Palimpseste, dont les bons yeux sont seuls aptes à déchiffrer la Carte-Mère d'Orbæ et à discerner les différentes strates de textes et d'images dont elle est ornée. Chez Place, l'imaginaire est ainsi nourri d'histoires plus encore que de perceptions : imaginer, ce n'est pas reproduire son monde de référence dans son univers mental, mais surimposer à son monde les contours de son propre imaginaire, et de fait, l’Atlas, en instillant de l'inconnu au cœur d'un réel pouvant passer pour entièrement connu, permet effectivement un élargissement du réel par le pouvoir de l'imaginaire.

### Références et influences

Atlas catalan de 1375, source d'inspiration pour la Carte-Mère d'Orbæ.

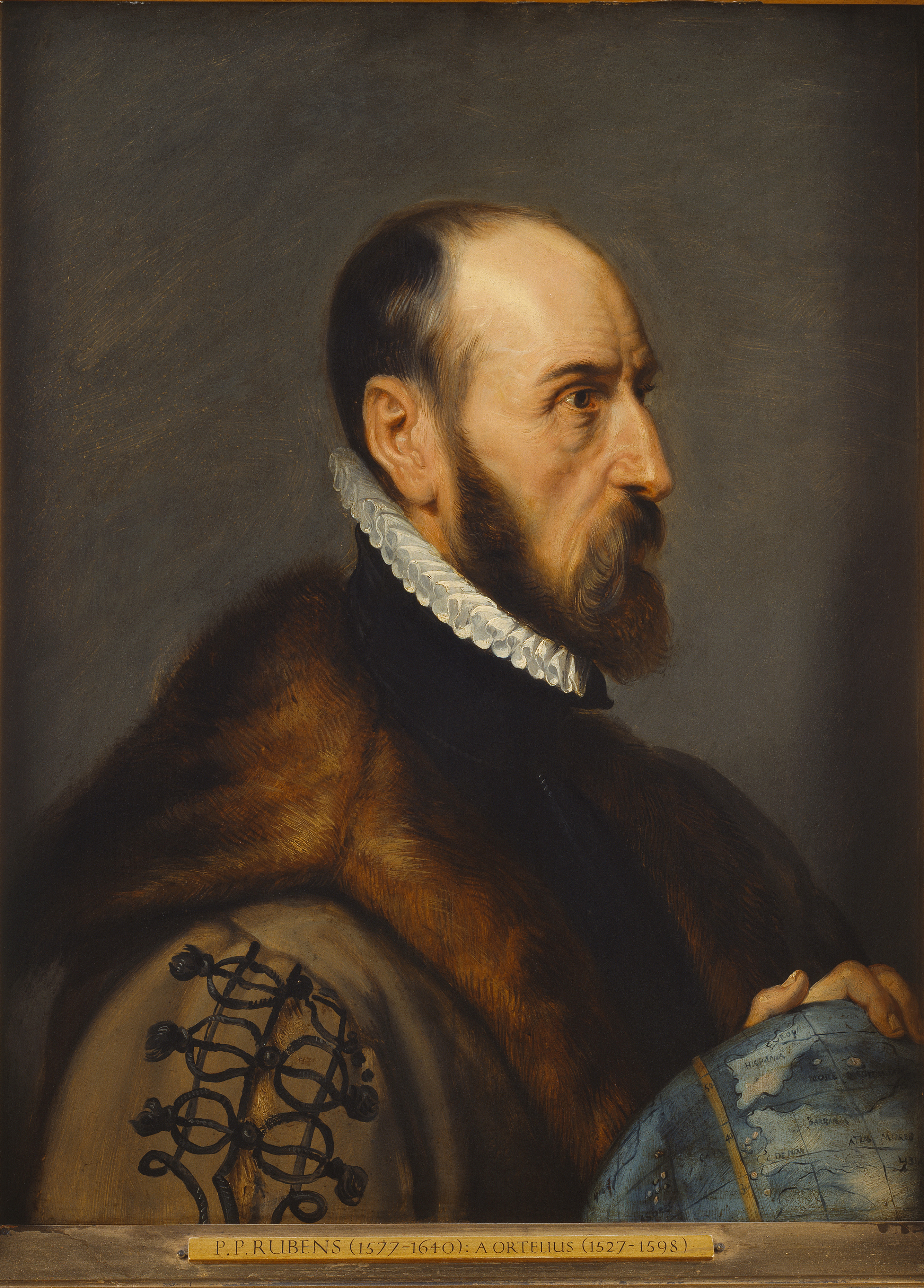
Portrait d'Abraham Ortélius par Rubens, 1633.

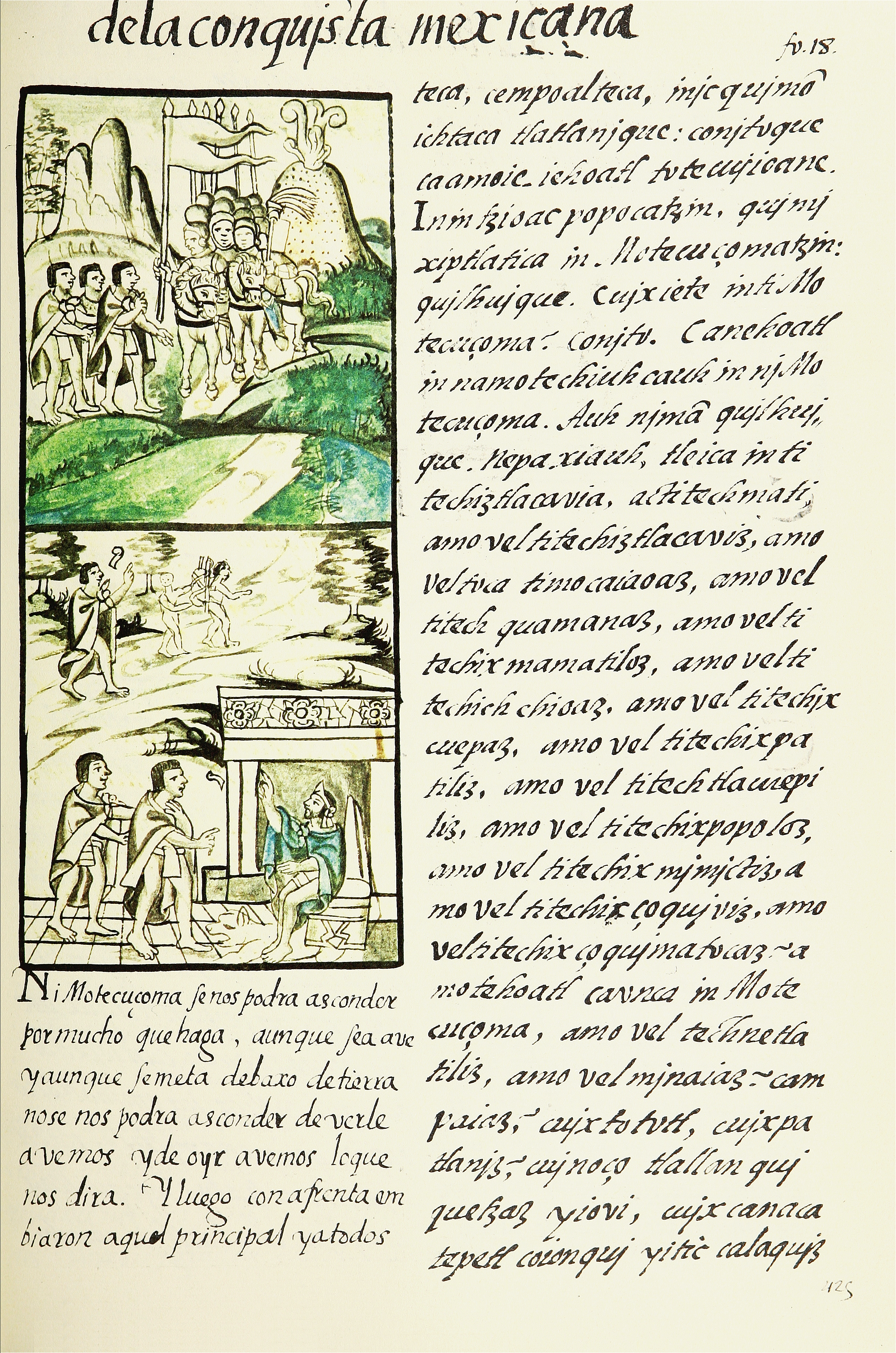
Texte nahuatl (codex dit de Florence) écrit après la conquête espagnole et traitant de l'arrivée des conquistadors de Cortès dans l'empire aztèque.